# Escultura hel·lenística

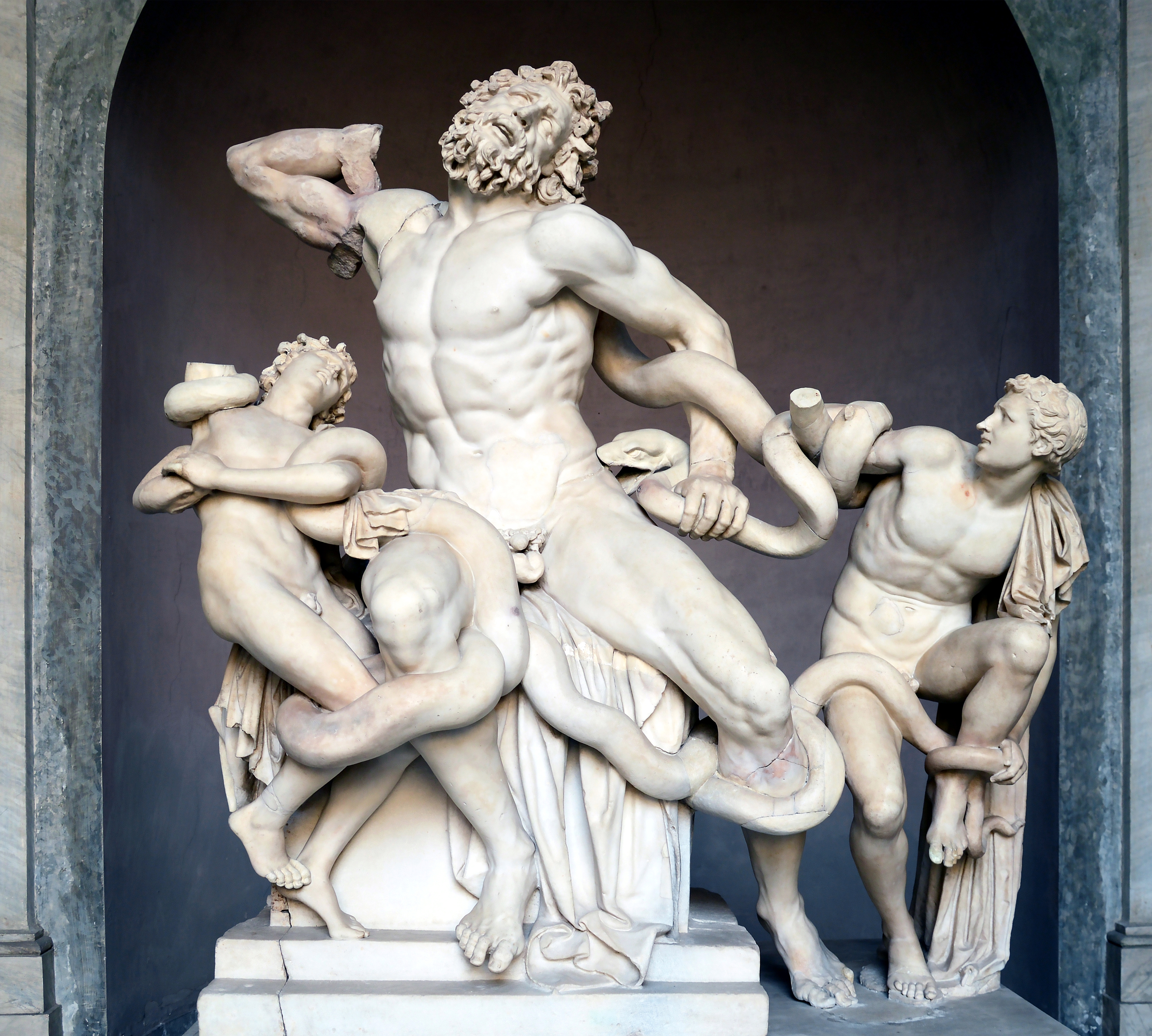
Laocoont i els seus fills, obra d'Agesandre, Polidor i Atenodor de Rodes, segle I aC

L'escultura hel·lenística representa una de les més importants expressions artístiques de la cultura de l'hel·lenisme i l'estadi final de l'evolució de la tradició de l'escultura grega en l'antiguitat. La definició de la seva vigència cronològica, així com de les seves característiques i significat, ha estat objecte de llargues discussions entre els historiadors de l'art, i sembla que s'està lluny d'assolir un consens. Usualment, es considera com a període hel·lenístic el comprès entre la mort d'Alexandre Magne, el 323 aC, i la conquesta de l'antic Egipte pels romans el 30 aC, o més exactament el 31 aC —triomf d'August sobre Marc Antoni en la batalla d'Àccium. Entre les seves contribucions originals a la tradició grega de l'escultura es troben el desenvolupament de noves tècniques, el perfeccionament de la representació de l'anatomia i de l'expressió emocional humana, i un canvi en els objectius i interpretacions de l'art, amb un abandó del genèric per l'específic. Això es va traduir en l'abandonament de l'idealisme clàssic de caràcter ètic i pedagògic a la recerca d'una emfatització dels aspectes humans quotidians i de l'encaminament de la producció per a fins purament estètics i, ocasionalment, propagandístics. L'atenció donada a l'ésser humà i a la seva vida interior, les seves emocions, els seus problemes i els seus anhels comuns, va resultar en un estil realista que tendia a reforçar el drama, el prosaic i el moviment, i amb ell van aparèixer els primers retrats individualitzats i versemblants de l'art occidental. Al mateix temps, hi va haver una gran ampliació de la temàtica, amb la inclusió de representacions de la vellesa i de la infància, de deïtats més petites no olímpiques i de personatges secundaris de la mitologia grega, i de figures del poble en les seves activitats diàries.
El gust per l'historicisme i l'aprenentatge que caracteritza l'escultura hel·lenística es va reflectir per tal de fomentar la producció de noves obres deliberadament retroactives, i també de còpies literals d'obres antigues, especialment d'acord amb la recerca de composicions cèlebres de l'escultura grega clàssica per part del gran mercat consumidor romà. Com a resultat, l'escultura hel·lenística es va convertir en una influència central en tota la història de l'escultura de l'antiga Roma. Mitjançant la Roma hel·lènica, s'ha conservat per a la posteritat una valuosa col·lecció de models formals i de còpies d'importants peces d'autors grecs consagrats, els originals de les quals van desaparèixer amb el temps en èpoques posteriors, i sense els quals el nostre coneixement de l'escultura grega antiga seria molt més pobre. D'altra banda, l'imperialisme d'Alexandre Magne cap a l'est, va portar l'art grec a regions llunyanes de l'Àsia, que van influir en la producció artística de moltes cultures orientals, creant una sèrie de derivació d'estil híbrid i la formulació de nous tipus d'escultura: potser la més influent en l'Orient ha estat la iconografia de Buda, prèviament prohibida per la tradició budista. Per a l'Occident modern, l'escultura hel·lenística va ser important amb una forta influència en la producció renaixentista, barroca i neoclàssica. Al segle xix, l'escultura hel·lenística va caure en desprestigi i va passar a ser vista com una simple degeneració de l'ideal clàssic, un prejudici que va entrar al segle xx, i solament recentment es va començar a deixar de banda, per les recerques més completes sobre aquest tema i encara que el seu valor continua sent qüestionat per nuclis resistents de la crítica d'art i el seu estudi obstaculitzat per una sèrie de raons tècniques, sembla que la rehabilitació completa de l'escultura hel·lenística pels experts només és qüestió de temps, puix per al públic en general ja ha demostrat ser de gran interès, garantint l'èxit de les exposicions on es mostra.

## Antecedents

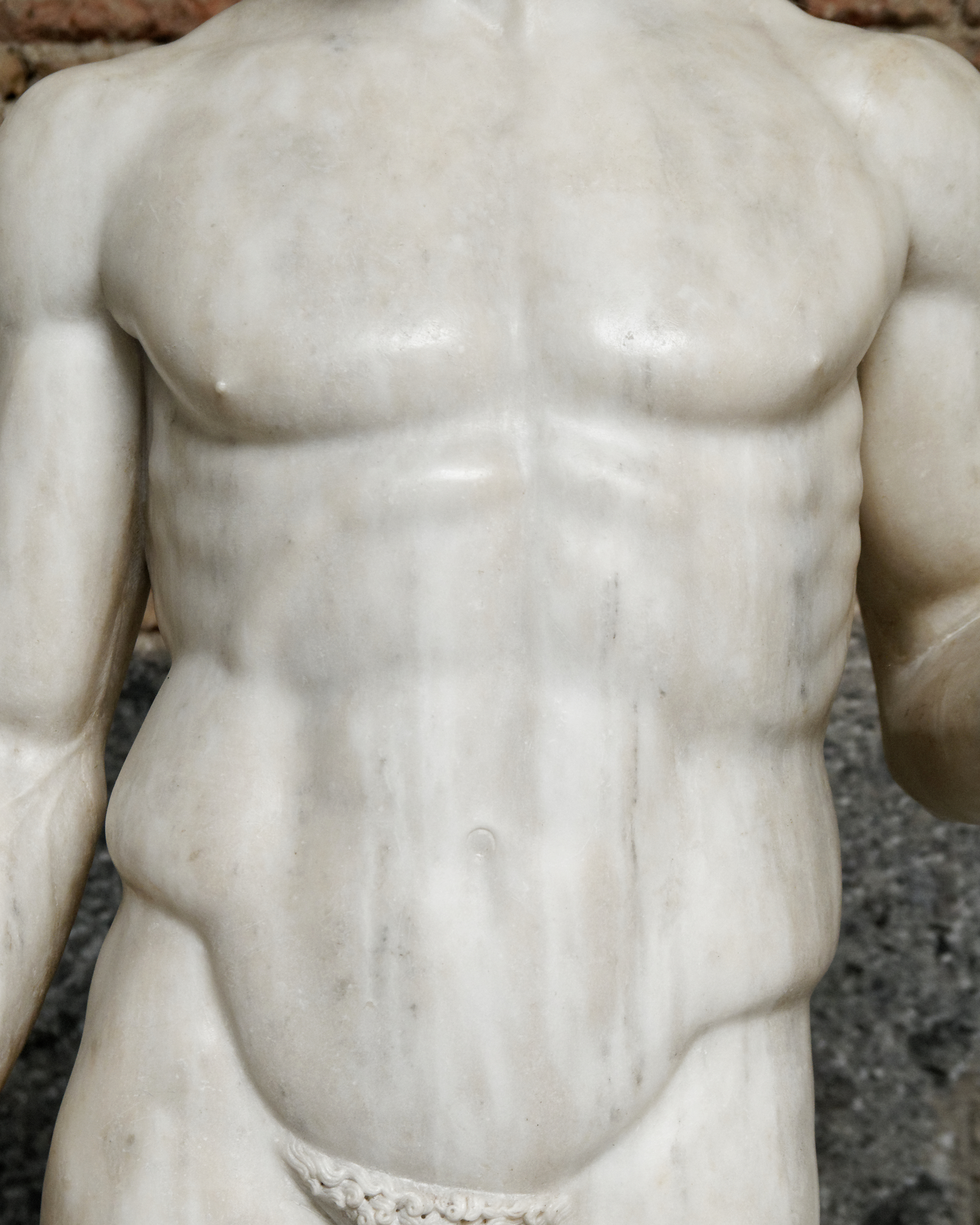
Detall de la còpia romana del Dorifor de Policlet, model de la bellesa clàssica

L'escultura grega clàssica va ser el període immediatament anterior a l'hel·lenisme, el qual es va construir a partir d'un sòlid marc ètic que tenia els seus fonaments en l'època arcaica de la societat grega, en què l'aristocràcia governant havia fet per a si mateixa l'ideal d'àrete, un conjunt de virtuts que haurien de ser conreades per a la formació d'una moralitat forta i un caràcter social apte, versàtil i eficient. Al mateix temps, es va formular el concepte de kalokagathia, que afermava la identitat entre la virtut i la bellesa. En expressar aquests conceptes en formes plàstiques, va néixer un nou cànon formal, desenvolupat per Policlet i el grup de Fídies, que cercava la creació de formes humanes al mateix temps naturalistes i ideals, mitjançant la bellesa perfecta i equilibrada de la qual es poguessin percebre les virtuts de l'esperit.
Aquestes idees es van veure reforçades per la contribució de filòsofs com Pitàgores, que deia que l'art era un poder efectiu, capaç d'influir en les persones de tota mena, conforme s'obeïa o violava uns certs principis d'equilibri i forma. També va dir que l'art havia d'imitar l'ordre diví, que es basa en relacions numèriques definides, que es manifesta en l'harmonia, coherència i simetria dels objectes naturals. Va treballar les seves idees a partir de les seves recerques en matemàtica i música, però no va trigar gaire temps perquè fossin aplicades a altres arts, fomentant un ús eminentment ètic per a la creació artística i el foment dels valors col·lectius abans que els individuals, que la filosofia idealista de Plató també va confirmar amb eloqüència.

## Context
L'esperit de la cultura hel·lenística va començar a formar-se amb la conquesta de Grècia pels macedonis i les expedicions militars d'Alexandre Magne cap a l'Orient, que van portar la cultura clàssica grega fins als marges del riu Indus, i va donar lloc a l'establiment de diversos regnes grecoorientals. La cultura de la Grècia clàssica, de la qual Macedònia era dependent, es va definir dintre d'una visió relativament limitada del món, circumscrita a la ciutat estat, la polis. També per als grecs que van fundar una sèrie de colònies al voltant de la Mediterrània i la mar Negra i van mantenir contactes amb altres països, la seva referència cultural va continuar sent la metròpoli, la societat de la qual es va basar en l'experiència de grups específics que vivien en les grans ciutats. D'acord amb Jerome Pollitt: un grec clàssic podria viatjar voluntàriament a la recerca d'aventures, però una vegada acabada l'aventura la seva intenció era tornar a la societat petita, segura i familiar, on havia establert la seva identitat.
Amb la presència de Macedònia en plena terra grega, i l'esperit imperialista d'Alexandre, aquest món més o menys estàtic va patir un profund xoc i va començar a experimentar una transformació que tornaria aquella vida tradicional i comunitària en una cosa del passat. Alexandre va fundar diverses ciutats en les seves campanyes, fomentant una important migració de població grega, incloent milers d'artistes, que van anar a provar sort en un ambient ètnic i cultural estrany, amb la creació de noves societats la nota dominant de les quals era la inseguretat i mobilitat a tots els nivells. Després de la seva mort, els seus successors van realitzar una sèrie de lluites de poder, fet que provocà el col·lapse de l'imperi, enmig d'una agitació intensa i una pèrdua general dels antics paràmetres i expectatives de la societat grecomacedònia. En la direcció oposada, Roma va començar la seva expansió agressiva i depredadora, amb la disminució de l'autoconfiança, l'idealisme i els antics valors col·lectius socials i religiosos, generant una retirada i la desil·lusió en els individus mitjançant la penúria moral del cinisme polític i la violència dels temps, aspectes que van ser emmascarats per la simple recerca del plaer i realitzats artísticament amb un realisme sovint carregat de drama. La diversa procedència dels colons i la notòria xenofòbia grecomacedònia van obstaculitzar les aliances socials duradores i fiables en les terres conquerides, i per als artistes el mecenatge estava subjecte a capritxos personals i a freqüents oscil·lacions del gust de l'elit governant, en correspondència amb les inclinacions polítiques canviants. No és estrany aleshores que Plini, un clàssic, digués que el segle iii aC va ser un període en què les arts van desaparèixer. Per a alguns, aquests temps van poder tenir un cert interès emocionant, però els filòsofs de l'època indiquen una aguda consciència que aquesta fase era de gran inestabilitat. Va néixer també un sentit velat de culpa per la caiguda dels antics valors morals davant el nou panorama urbà mundà i corromput, que seria la font d'una llarga tradició de recerca del retorn a la vida senzilla, primitiva i autèntica dels pagesos, encara que aquest canvi mai no es pogués realitzar. De fet, solament de manera simbòlica, en els revivalismes clàssics —el primer va succeir-ne cap al final de l'hel·lenisme— i en els somnis de la poesia bucòlica -com el poeta Teòcrit amb Cal·límac i Apol·loni de Rodes- que poblen la història de l'art mitjançant la pintura i l'escultura, des d'aquells temps fins a l'actualitat.

### Filosofia hel·lenística

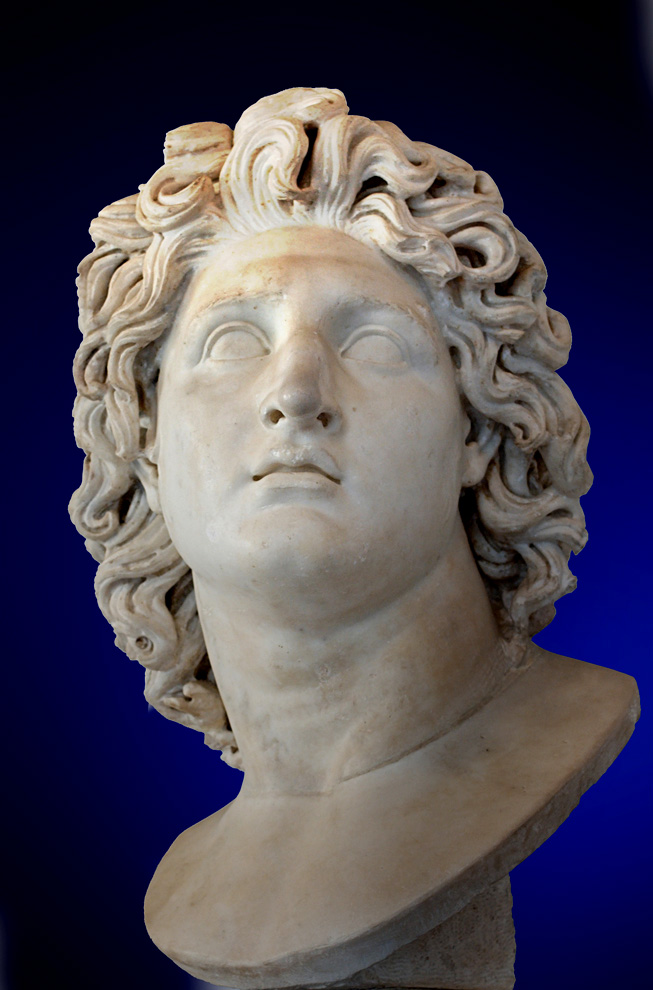
Retrat d'Alexandre com Hèlios, segle III-II aC: aconseguir realçar el propi caràcter del personatge va ser una de les innovacions principals de l'escultura hel·lenística

La filosofia de l'hel·lenisme va prosseguir el debat sobre estètica que havien començat Sòcrates i Plató en anys anteriors. L'ètica de Plató ensenyava que l'art en la millor de les hipòtesis només era una imitació imperfecta de veritats abstractes i, per tant, mancava d'un valor i una credibilitat profundes i havia de servir sempre una causa moral i pedagògica. Sòcrates, abans que ell, havia suggerit que l'art podia expressar el pathos personal. Aristòtil, aprofitant que aquest tema s'oposava a les línies generals del pensament idealista platònic sobre l'estètica, va abordar la qüestió empírica i va provar de trobar altres usos i significats de les creacions dels artistes. Va desenvolupar el concepte de catarsi, el supòsit que l'art podia educar la ment mitjançant la simulació de les debilitats emocionals. Va ampliar el camí per cultivar l'emotivitat i les posicions individuals i, per tant, va relativitzar la funció, la lectura de l'art i el prestigi i la creativitat individual. Al mateix temps, va afavorir la secularització del seu caràcter i va obrir espai per considerar l'escultura com una forma de propaganda política i personal. Abans dedicada principalment a la funció sagrada i a la commemoració pública d'herois i atletes, el fonament de la qual era principalment ètic, didàctic i idealista, ara l'elit desitjava obres de motivació bàsica personal i de caràcter decoratiu. També les estàtues dels déus van arribar a ser vistes més com a "obres d'art" i no tant com a instruments simbòlics de la comunicació amb els mons invisibles. Amb això, va començar a dominar el gust privat —que no sempre va ser el millor i més cultivat— als convenis col·lectius, a favor d'una pràctica purament estètica que va obrir la seva àmplia gamma temàtica per incloure el pintoresc, trivial, dolorós, còmic, aterridor, sensual, deforme i grotesc. A partir d'aquests canvis, va aparèixer per primera vegada en l'art occidental una inclinació definida per la lectura de les obres de forma al·legòrica. Una disminució en la credibilitat dels antics mites va fer que els principis morals fossin personificats d'altres formes, i mentre en l'art anterior els déus encarnaven una sèrie d'atributs immaterials, a partir d'aleshores, de forma inversa, les mateixes abstraccions com ara el coratge, perdó, saviesa, fortalesa, van assumir la forma humana i van ser deïficades individualment.

## Característiques

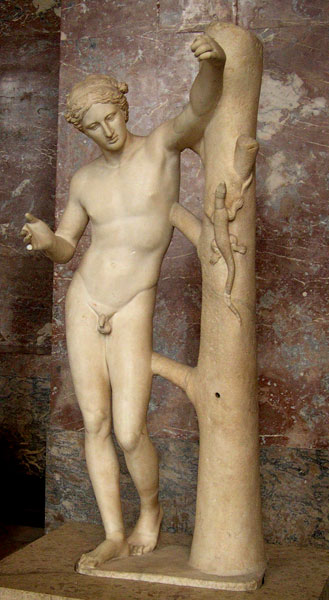
Còpia de l'Apol·lo Sauròcton de Praxíteles, obra de transició al període hel·lenístic. Museu del Louvre

Formalment, les característiques generals de l'escultura hel·lenística deriven principalment de l'obra de tres grans artistes: Escopes de Paros, Praxíteles i Lisip, que van liderar la transició de l'escultura grega clàssica a l'hel·lenisme a mitjan segle iv aC. En termes d'expressivitat i de caràcter narratiu, la seva producció té molta més relació amb l'hel·lenisme que amb l'alt classicisme que el va precedir, encara que en el terreny de l'estil, el mencionat origen clàssic va romandre evident. Es va iniciar el procés d'abandonar la idealització per traçar la representació a nivell humà, àdhuc quan es tractava d'imatges de divinitats. Amb un deix d'ironia, l'historiador Jerome Pollitt comenta una obra atribuïda a Praxíteles, l'Apol·lo Sauròcton, en què veu una imatge de la decadència de l'estatus d'un déu viril matant un drac a un efeb efeminat que tot just pot protegir-se d'una sargantana comuna. Va ser un període en què els vells mites estaven començant a perdre l'aura divina i el seu poder real d'inspiració, i començaven a ser desacreditats en una societat fortament profana i urbana. Malgrat això, es va poder girar l'atenció amb més força cap al retrat humà, els seus problemes i èxits específics i el seu univers interior.
La descripció de l'escultura hel·lenística és un tema de gran complexitat que continua sent font de molta controvèrsia i dubte, i del qual només pot fer-se un resum genèric. La multiplicitat de centres de producció, l'alta mobilitat dels escultors i la llibertat estilística van crear un panorama en què diverses tendències convivien i s'entrellaçaven.
La mentalitat dels hel·lenistes i les seves repercussions en l'art de l'escultura pot ser més o menys definida per cinc línies dominants:

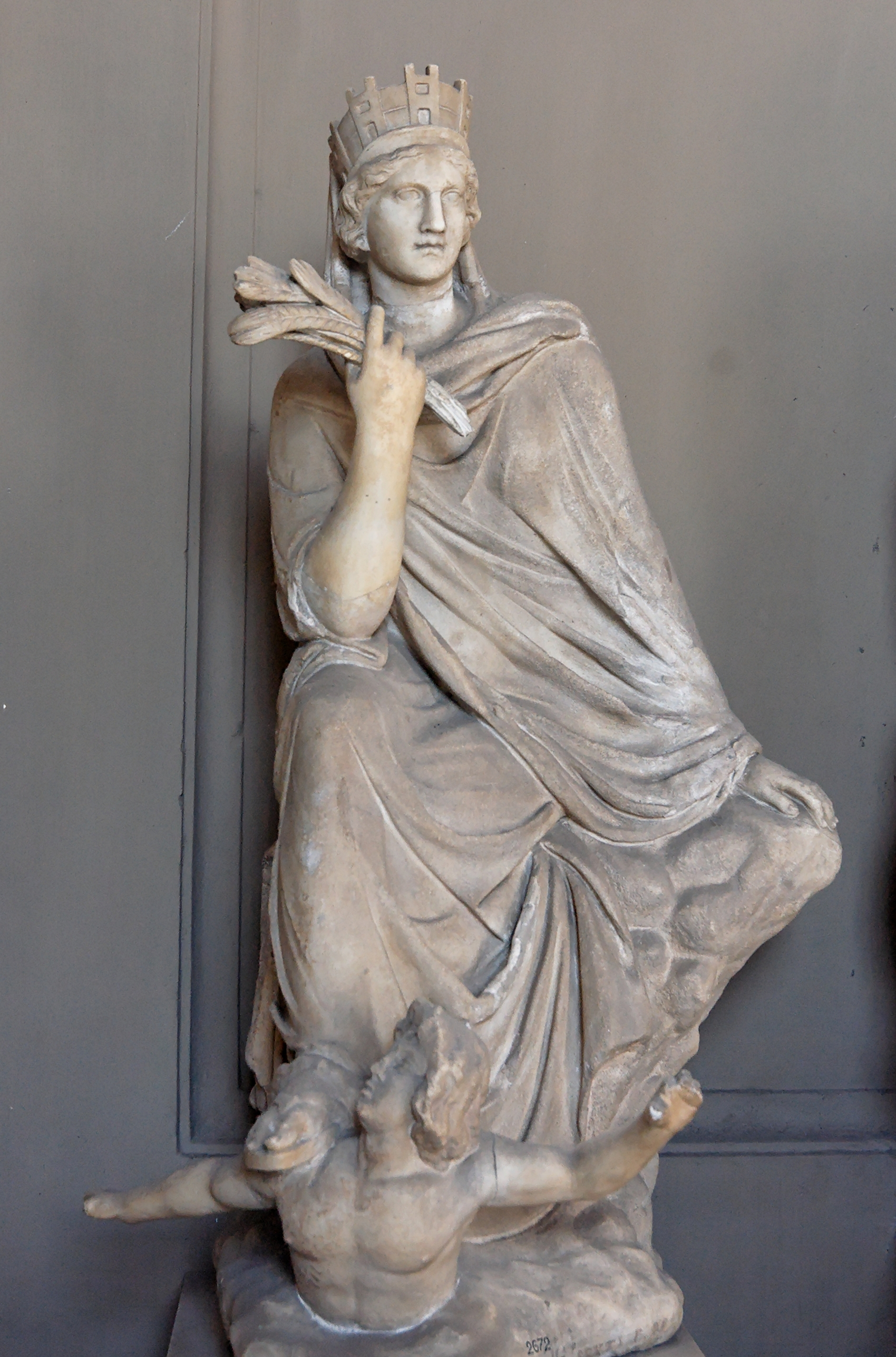
Tique d'Antioquia d'Eutíquides, circa 300 aC

I. Una preocupació obsessiva pel destí i el seu caràcter imprevisible i canviant, palès en la proliferació d'escrits filosòfics i la iconografia de Tique, la dea que personificava la sort o fortuna —dissenyava una interpretació relacionada amb el destí—, de la qual es conserva una còpia romana realitzada per l'escultor Eutíquides als Museus Vaticans; i la retratística d'Alexandre el Gran, una personalitat que sempre es va considerar protegida per la fortuna: fins i tot quan la mala sort semblava amenaçar-lo, era capaç de revertir la situació al seu favor. Així mateix, reflecteix aquest interès per la representació dels esdeveniments quan el destí individual canviava dràsticament, com en els temps de gran èxit o gran fracàs.
II. Un sentit de la teatralitat de la vida, que es reflecteix en el gust per l'espectacle, les grans manifestacions públiques de la pompa reial, discursos dramàtics i apassionats d'oradors, festes profanes i religioses sumptuoses i estimulants per als sentits, i escultures en què el sentit del drama, emoció, moviment, agitació o èxtasi va ser cercat intencionadament en un estil amb contingut narratiu i retòric. També hi va haver una terminologia tècnica pròpia, presa de la retòrica literària, per descriure els elements formals de l'escultura hel·lenística: aixesis (amplificació), makrologia (expansió), dilogia (diàleg), pallilogia (resum), megaloprepeia (grandiositat), deinosis (intensitat), ekplexis (xoc), *enargeia (energia), anthitesis (contrast) i pathos (drama emocional).

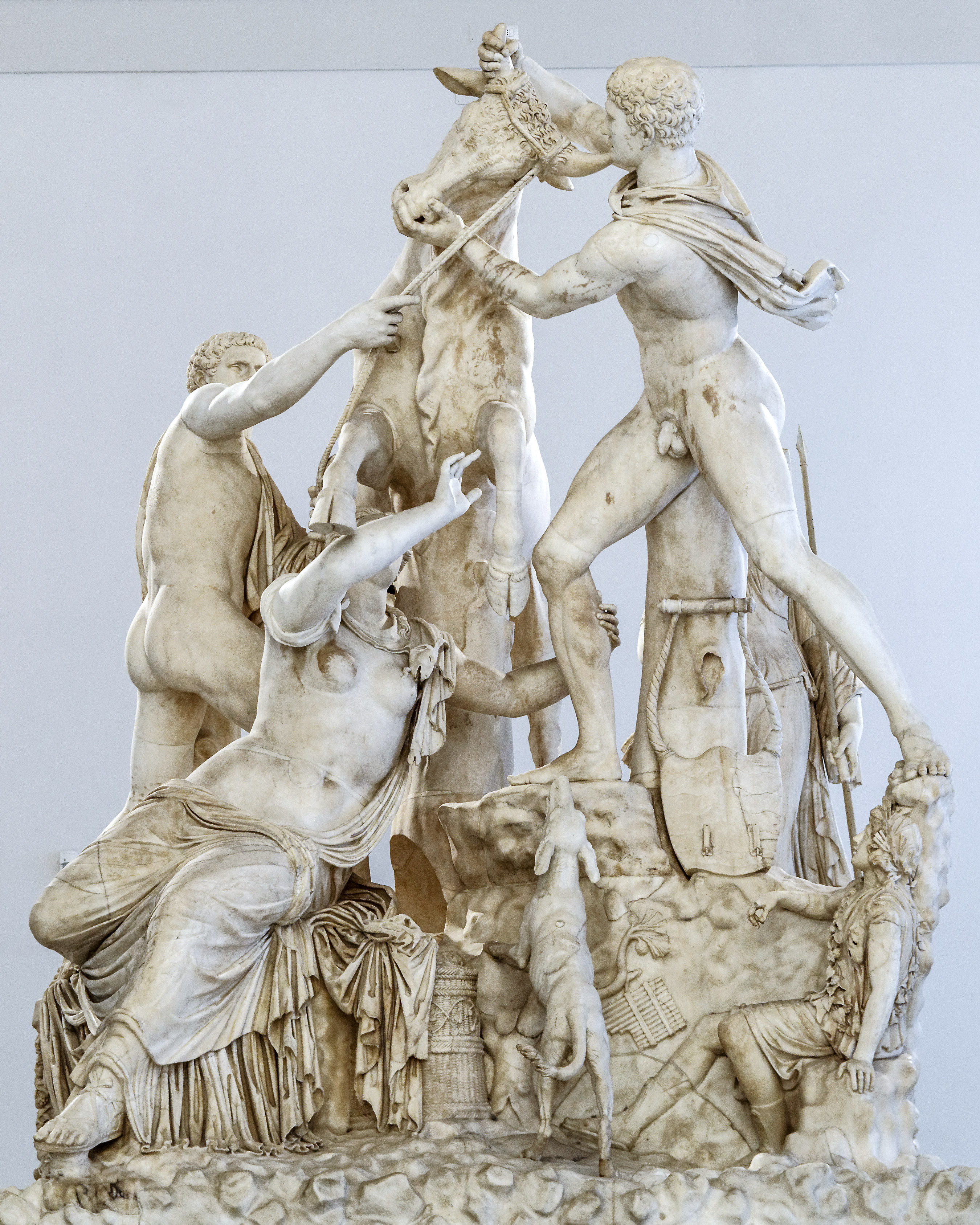
Toro Farnese, escultura hel·lenística que representa el virtuosisme tècnic en la talla de la pedra, perquè va ser esculpida en un sol bloc de marbre

III. Una tendència a l'erudició: va manifestar el seu interès per la geografia i la història d'altres països, els llibres de descripció de les característiques ètniques estrangeres i les seves meravelles culturals, la lingüística amb l'elaboració de gramàtiques, diccionaris i compendis de paraules cultes i difícils. Va ser el moment en què es van fundar grans museus i biblioteques, com la d'Alexandria. Es formaven col·leccions d'art planificades i sistemàtiques, i es van cultivar arcaismes en les diverses arts, incloent l'escultura, que evidenciaven el coneixement d'autors de renom i la possessió d'un esperit il·lustrat. Així, els estils de fases anteriors van ser imitats en còpies literals d'obres antigues, o se'n van assimilar els principis per a la composició de noves peces, sovint amb la juxtaposició dels trets d'escoles i períodes diferents en una mateixa obra, o s'integraven elements estilístics exòtics portats de l'Orient, que van donar a la producció un caràcter eclèctic i historicista. Al mateix temps, els escultors rivalitzaven en demostracions de virtuosisme tècnic en la talla de pedra, visible en molts exemplars. L'herència clàssica continuava sent el model de referència original, el llenguatge comú a tots, en què les innovacions podien ser identificades i apreciades, àdhuc quan assumien una característica decididament anticlàssica. Malgrat aquest historicisme nascut del passat, es treballava en temes que encara eren vàlids i l'eclecticisme resultant, encara que d'ambigua estètica, va crear un repertori de formes noves i va actualitzar algunes d'antigues que contribuïren a una més gran riquesa i varietat de l'art de l'època.
IV. El caràcter individualista de l'autarquia, un concepte que va defensar l'autonomia i independència individual com a base de la felicitat i, indirectament, va estimular el desenvolupament d'un esperit errant i adaptable, contrari als convencionalismes i connectat a la seva naturalesa única i essencial, capaç d'adaptar-se a qualsevol situació, caracteritzada per l'aventurer mercenari i sintetitzat en el culte a la personalitat. Aquest individualisme, que va penetrar en tota la filosofia i la religió de l'època, també va influir en la literatura, en què van aparèixer biografies i memòries de personatges il·lustres, i en l'escultura, en el sentit que se cercava la representació realista de tipus pintorescs i el món interior dels personatges, que expressava les emocions mitjançant els rostres i les actituds corporals. Aquesta voluntat de realisme artístic, juntament amb l'elogi de la personalitat, va donar origen als primers retrats realistes de l'art occidental, en opinió de Jerome Pollitt, l'assoliment més important de tot l'art hel·lenístic.
V. Una visió cosmopolita, el corol·lari de les característiques abans citades i la marca d'un món en perpetu canvi i expansió, subjecte a una multitud de forces, en què les diferents nacions van ser vistes pels filòsofs com participants fraterns en una comunitat universal, i les persones, com a agents únics de la seva evolució i responsables de les seves pròpies vides, ja sense privilegis de naixement o nacionalitat, sintetitzaven un humanisme que amb el temps va dissoldre gran part de l'aversió dels grecs pels bàrbars. Aquest fet va preparar el camí per a la creació d'una burgesia liberal, pragmàtica i autosuficient —un mercat important per a la nova escultura— i va permetre la producció d'obres en què també la decadència física, el vici i la pobresa van poder rebre una representació comprensiva i integral.

## Cronologia
Un dels primers estudis importants sobre el tema de l'escultura hel·lenística, Stilphasen hellenistischen der Plastik (1924), de Gerhard Krahmer, va dividir l'hel·lenisme en tres fases, fet que va influir en la metodologia d'anàlisis posteriors: 
- primera fase, inclou el final del segle iv aC amb l'inici del segle iii, anomenada la fase simple, dominada per una eclèctica barreja d'estils derivats de les obres dels mestres de l'escultura grega clàssica; i les seves obres tendeixen a organitzar-se al voltant d'un eix central atenció;
- segona fase, la resta del segle iii aC fins a mitjan segle ii aC, una etapa de caracterització molt difícil pels pocs testimonis, però sembla que va donar lloc a noves tipologies i a una tendència més dramàtica en l'escultura i, per tant, va ser denominada pomposa, barroca o patètica;
- tercera fase, anomenada oberta, entre la meitat del segle ii aC i el segle i aC, en què les composicions es van fer fortament centrífugues, l'eclecticisme es va accentuar més i hi va haver un renaixement de la tradició clàssica.[37]

Estudis posteriors van proposar altres divisions alternatives, però la recerca moderna, tanmateix, tendeix a considerar que només una estimació cronològica tendeix a ser enganyosa, perquè implica que l'estil va evolucionar de forma lineal, quan les proves indiquen que el procés va ser acumulatiu i no consecutiu.

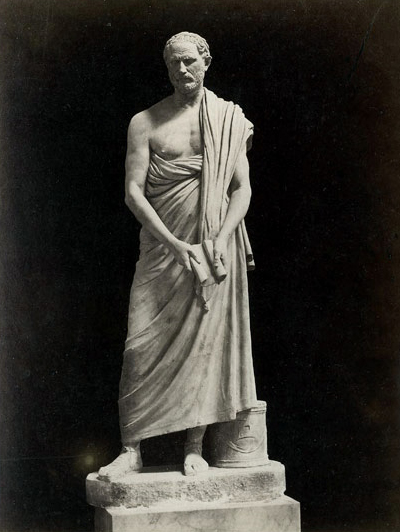
Retrat de Demòstenes de Peània, c. 280 aC. Exemple de la primera fase
Gal Ludovisi, segle ii aC., còpia romana. Exemple de la segona fase
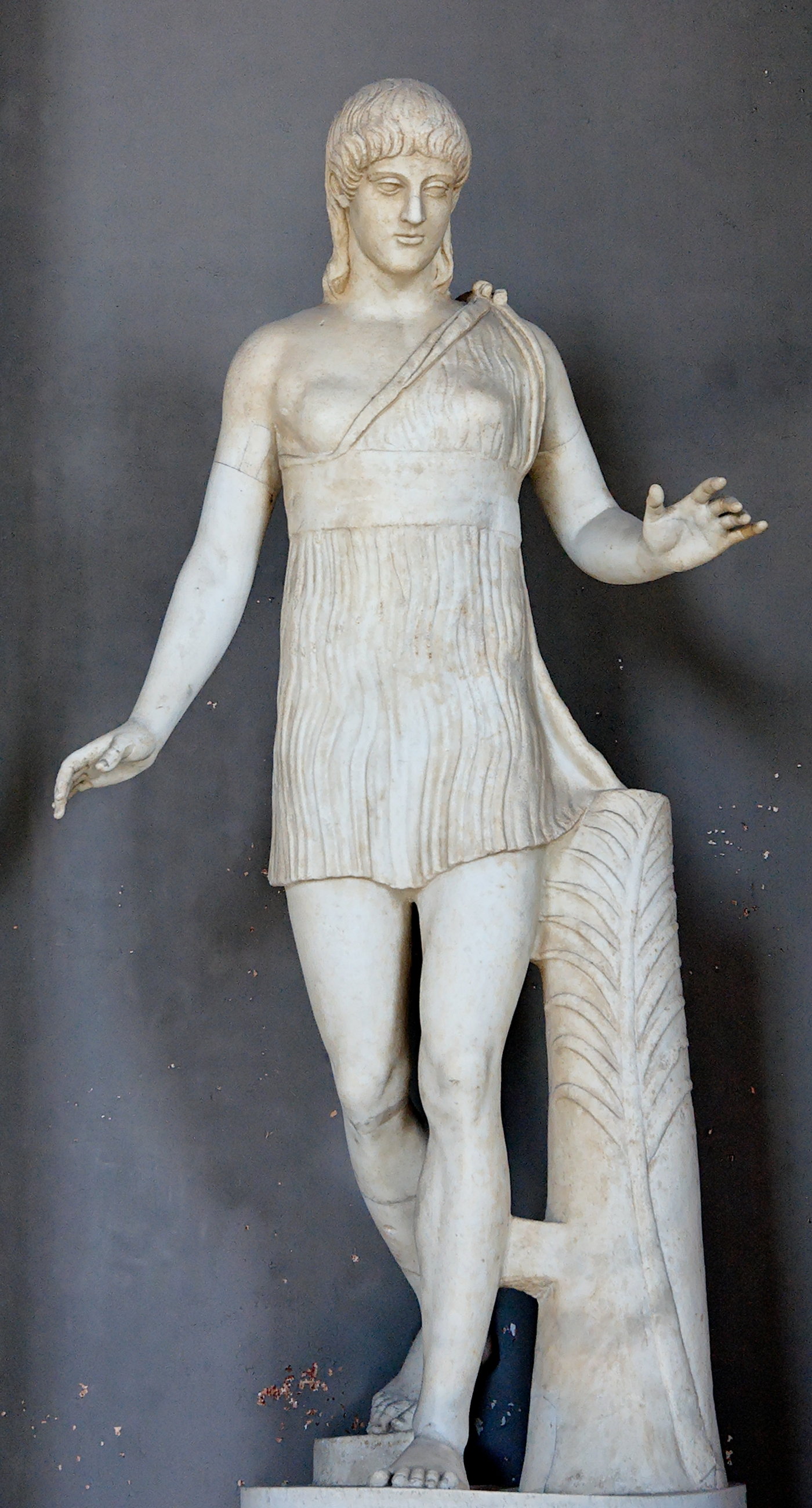
Atalanta, segle I aC., original grec de Pasiteles el Jove. Exemple de la tercera fase

## Principals centres de producció
Grècia va romandre una regió productiva d'art durant tot l'hel·lenisme. Encara que Atenes va perdre la seva antiga primacia, continuava activa i de fet, va iniciar un moviment neoclàssic mitjançant l'escola del neoaticisme, de gran influència en l'escultura romana, juntament amb Olímpia, Argos, Delfos i Corint, mentre que altres nous centres es van establir a Messènia, Milet, Priene, Xipre,  Magnèsia i Samotràcia. Mereixen especial atenció, tanmateix,  Rodes i la Magna Grècia. Tanagra també va ser important en la producció de terracota i Pèrgam, al mateix temps, va desenvolupar una tipologia d'amazones i guerrers ferits molt apreciats amb exemplars de gran nivell, també és reconeguda principalment en la part d'escultura arquitectònica per la importància del seu altar dedicat a Zeus. Els models tipològics es repeteixen habitualment no solament als grans centres com la Grècia continental, Pèrgam o Alexandria sinó en tota l'extensió del món hel·lenístic des de l'Àsia menor fins al nord de l'Àfrica, passant pel sud d'Itàlia. El desplaçament continu dels mestres escultors per tot l'imperi va fer que propaguessin els seus propis estils per on anaven, la confirmació se'n troba en escrits antics i inscripcions trobades de l'època, la qual cosa explica la gran similitud entre diverses obres de llocs diferents.

### Atenes

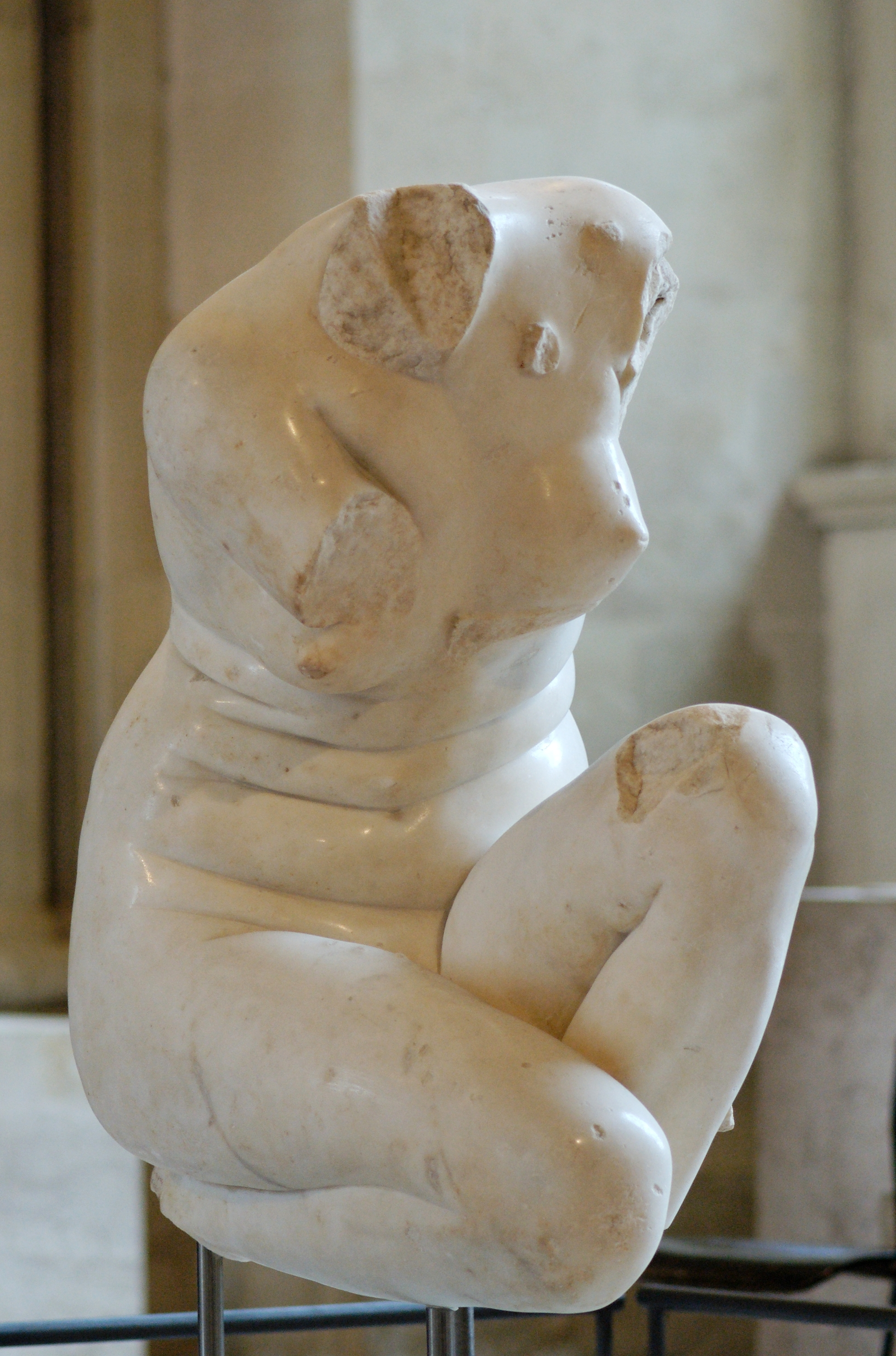
Afrodita ajupida c. 250 aC (Museu del Louvre), còpia del bronze de Doidalsas de Bitínia

A Atenes van prosseguir amb l'influx deixat pels models clàssics i els seus escultors; els tallers van ser mantinguts per  Cefisòdot i Timarcos, fills de Praxíteles, i pels seguidors d'Escopes de Paros. Es van realitzar una sèrie d'Afrodites que a més a més de la seva col·locació dreta es presentaven ajupides, entre les quals es troba la Venus ajupida del Museu del Louvre, còpia del bronze de l'escultor Doidalsas de Bitínia de mitjan segle iii aC. Als mateixos tallers pertany el retrat naturalista de Demòstenes atribuït a Polieucto i que es va col·locar a l'àgora d'Atenes c. 280 aC. Un altre possible retrat del gramàtic i poeta Cal·límac, que abans es creia que representava Sèneca, mostra un extrem verisme en els trets personals dels cabells despentinats, arrugues facials i expressiva mirada. A partir d'aquest naturalisme, es va arribar a la representació de composicions com l'Espinari, del qual es van realitzar nombroses còpies, o el Nen amb una oca, del qual també es troben diverses versions; la predilecció per aquest naturalisme també va arribar a la manifestació de la vellesa, de vegades també grosserament, com per exemple la figura de la Vella embriagada. El taller de Lisip també va ser continuat pels seus fills Daip, Bedes i Euticràtides, a més a més d'altres deixebles, dels quals va destacar Eutíquides de Sició i entre les seves obres més conegudes destaca la Tique d'Antioquia. La Venus de Milo, inspirada en la Venus de Capua de Lisip, és una escultura original en marbre d'una alçada més gran que el natural, datada de finals del segle ii aC, i és una de les més famoses i populars de l'escultura hel·lenística. En l'etapa final d'aquesta època es troben el Gladiador Borghese al Museu del Louvre, obra de l'autor Agàsies d'Efes i el Tors del Belvedere del Museu Pio Clementino (Vaticà), signat per Apol·loni d'Atenes circa del 50 aC.

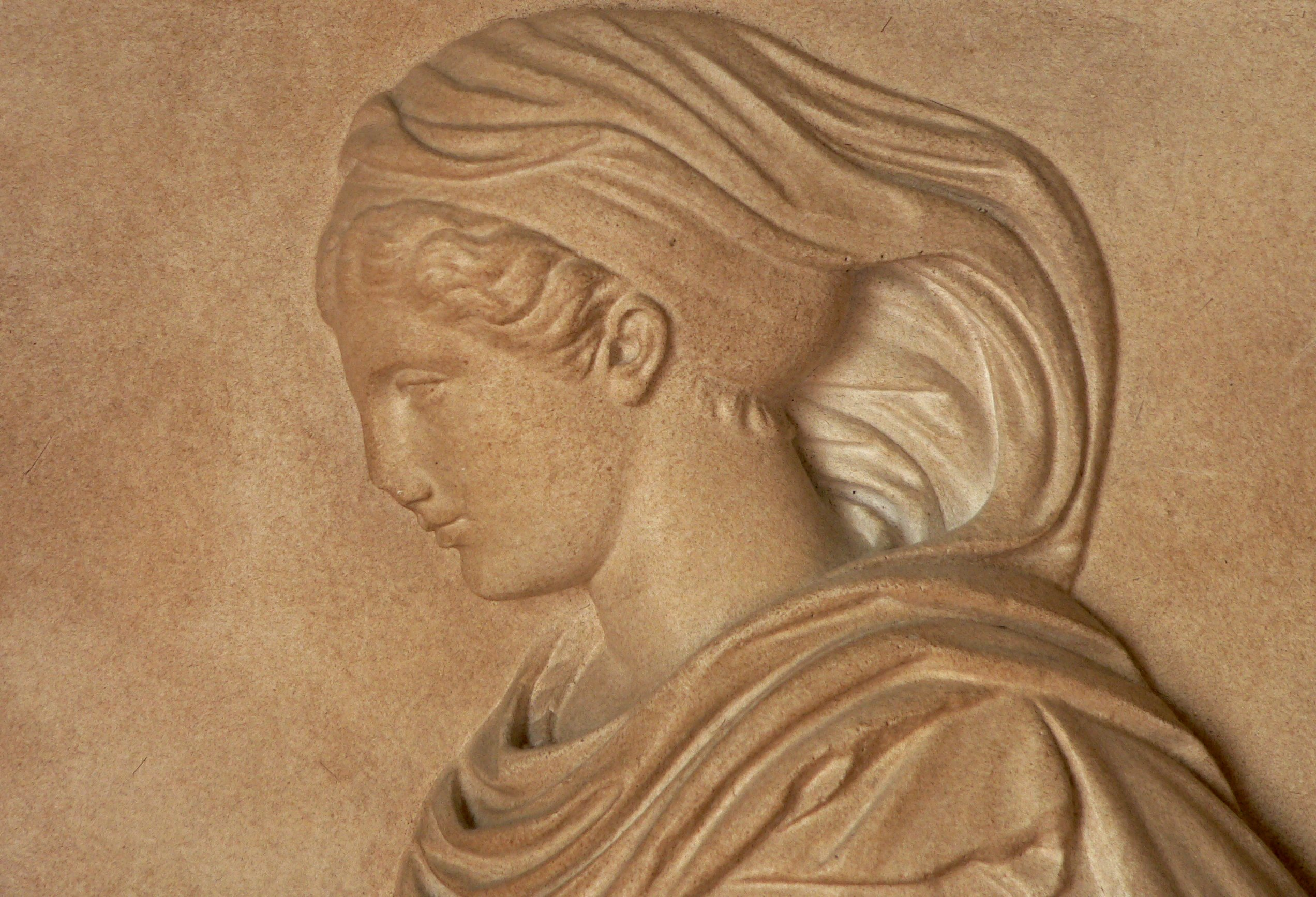
Detall del relleu de Gradiva, escultura neoàtica

A la ciutat d'Atenes, a partir de la segona meitat del segle ii aC, es va donar un ressorgiment de l'art escultòric del passat; aquesta producció ha rebut el nom de neoaticisme, que es va estendre fins al temps de la Roma d'August. Es tractava d'un art estilístic que, en oposició als que es realitzaven a Pèrgam o Alexandria, s'inspirava en els models de formes clàssiques amb unes certes aportacions del gust eclèctic romà; per tant, no eren còpies exactes d'escultures antigues sinó noves interpretacions. Es van decantar entre d'altres per l'elecció de l'escola de Fídies amb creacions lliures, per exemple, de l'escut de l'Atena Pàrtenos realitzades pels escultors Timocles d'Atenes i Timàrquides, fills de Policles el Jove; es van fer reproduccions del frontó del Partenó, de l'Atena d'Efes d'Alcàmenes d'Atenes o el Púgil en repòs per Apol·loni d'Atenes o Lisistrat, germà de Lisip. L'elaboració es va estendre a vasos i recipients de marbre amb baixos relleus, com el monumental canelobre de vil·la Adriana i el Crater Borghese. Aquest terme de neoaticisme va ser emprat per l'historiador i arqueòleg Friedrich Hauser l'any 1889 en la seva obra Die Neuattischen Reliefs.

### Magna Grècia
Siracusa va ser, abans de ser devastada pels romans, una de les ciutats més riques de la Magna Grècia, amb una puixant activitat escultòrica. Després del pas romà (212 aC), que va privar-la de totes les seves obres, la ciutat va recuperar una mica de prestigi mitjançant la producció artística d'estàtues de terracota a partir de tradicions locals. Altres ciutats on existeix un important llegat són Tàrent, una de les zones millor conservades pel que fa a l'escultura des del segle iii aC, i Agrigent.

### Rodes

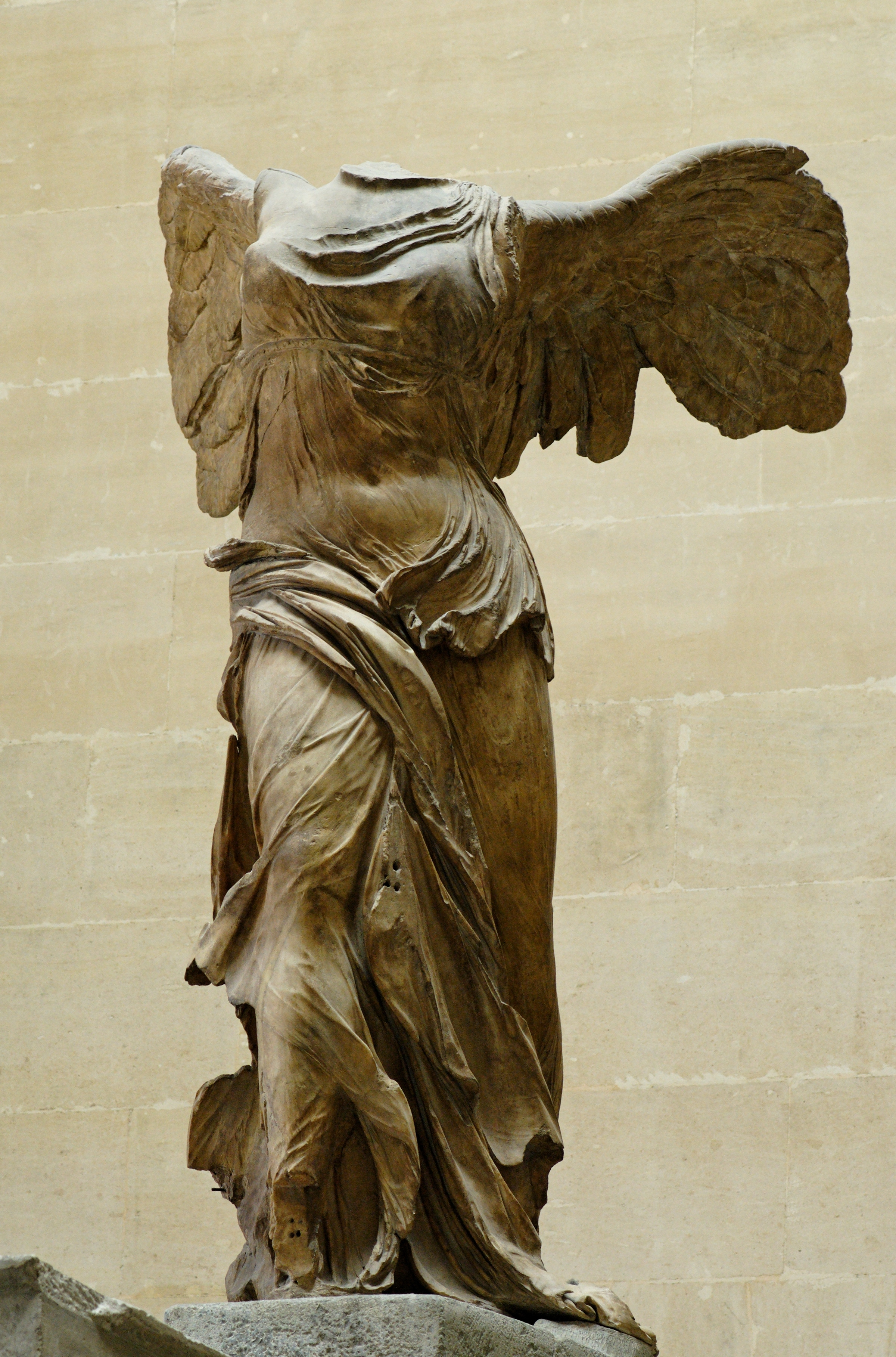
La Victòria alada de Samotràcia

L'illa de Rodes va ser, en el transcurs de la major part del període hel·lenístic, un centre molt actiu de producció escultòrica, que va atreure mestres de diversos orígens. Després de 167 aC, la seva importància com a centre comercial va patir un declivi, enfront de la competència de Delos, però en aquest moment els mecenes locals, sembla que van fer un esforç especial per encoratjar els artistes natius. Durant molt de temps, Rodes va ser un focus d'innovacions en l'escultura que s'associa amb l'estil de disseny barroc hel·lenístic, encara que estudis recents han revisat aquesta opinió i es col·loca en un perfil d'originalitat més modest: possiblement va rebre la influència d'un altre gran centre com va ser la ciutat de Pèrgam. Tanmateix, van florir molts tallers i l'escriptor Plini el Vell va dir que Rodes tenia tres mil estàtues, prop d'un miler d'enormes dimensions, cosa que seria suficient per a donar fama a l'illa si no haguessin estat eclipsades pel famós Colós, una gegantina imatge de bronze que representava Hèlios, el déu patró del lloc, dissenyat al voltant del 304 aC per Cares de Lindos, deixeble de Lisip. És possible que, d'una còpia d'un original, provinent de Rodes, realitzat pels germans Apol·loni de Tralles i Taurisc, fos el famós Toro Farnese, actualment al Museu Arqueològic Nacional de Nàpols. Agesandre, Polidor i Atenodor, tres nadius de Rodes, són els autors d'una de les obres més paradigmàtiques de l'etapa barroca hel·lenística, el grup de Laocoont i els seus fills. Atribuït possiblement també a aquests autors o als seus descendents, és el conjunt de les colossals escultures trobades a gruta de la vil·la de Tiberi a Sperlonga, que representen escenes de les aventures d'Odisseu, com l'anomenat Grup de Polifem. Finalment, s'ha plantejat la hipòtesi que una altra obra de gran fama, la Victòria alada de Samotràcia, es va produir a Rodes i ha estat atribuïda a l'escultor Pitòcrit de Rodes, encara que sense proves concloents. El seu espectacular vestit, adaptant-se al cos com si fossin vels transparents, va ser un dels signes de les representacions de les escultures femenines pròpies d'aquesta època i que apareix en obres realitzades, a més a més de Rodes, també a Pèrgam, Milet, Delos i Alexandria, i també en les petites terracotes de Tanagra.

### Roma
Des dels orígens de Roma, la seva escultura va estar sota la influència grega. En primer lloc per l'escultura etrusca, que va ser una interpretació de l'art del període arcaic de Grècia, i després pel contacte amb les colònies gregues de la Magna Grècia del sud de la península Itàlica. Quan els romans van començar la seva expansió pel Mediterrani, en les seves campanyes militars, van saquejar diverses ciutats on hi havia grans col·leccions d'escultura hel·lenística, entre aquestes la pròspera Siracusa, dominada el 212 aC. Segons els relats, el botí de guerra va ser fantàstic i va ser portat a Roma per adornar la capital, aconseguint tot seguit el favor del públic sobre l'escultura de tradició etrusca. Aquest saqueig va ser seguit per altres diversos: Tàrent el 209 aC, Erètria el 198 aC, Peloponnès l'any 196 aC, el de Síria i Anatòlia el 187 aC, Corint el 146 aC, Atenes el 86 aC i Sicília el 73-71 aC, amb unes apropiacions de les obres d'art tan àvides, que de vegades van causar indignació entre els mateixos senadors romans, com Cató, que va denunciar aquestes formes d'actuar i va considerar que era una influència negativa per a l'art romà.
El resultat va ser cobrir Roma d'art hel·lenístic i atreure per al nou poder diversos artistes, com ara Pasiteles, Sosicles i Policles. Entre les obres més conegudes d'aquest últim es troba l'Hermafrodita adormit, l'original de bronze del qual està perdut, encara que se'n van realitzar diverses còpies, la més famosa n'és l'Hermafrodita Borghese trobat a les termes de Dioclecià a començaments del segle xvii i en l'actualitat al Museu del Louvre. Aquest grup d'artistes va començar a crear una escola d'escultura local, fundada amb els principis de l'art hel·lenístic i va ser la responsable de transmetre a la posteritat, amb còpies, una sèrie de famoses obres gregues, els prototips originals de les quals van acabar perdent-se. Al mateix temps, també van desenvolupar tipologies típicament romanes. Més tard, l'escultura clàssica hel·lenista romana seria el vincle de transició cap a l'art romà d'Orient i per al desenvolupament de la iconografia cristiana.

### Etrúria

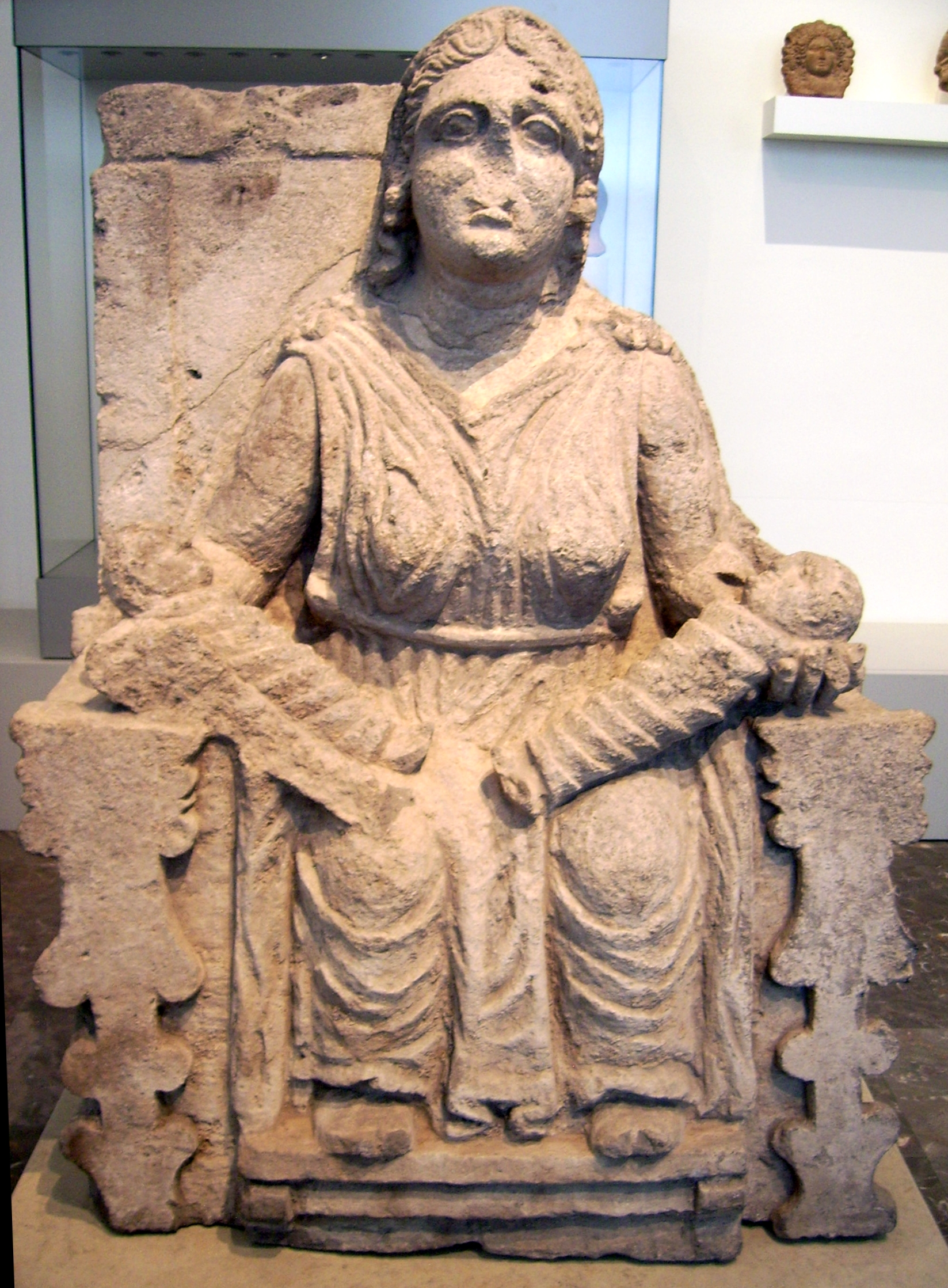
Mater Matuta de l'Altes Museum, Berlín

El contacte entre les civilitzacions grega i etrusca està documentat des del segle viii aC i al llarg de tota la història de l'art etrusc la influència grega es va mantenir. Al final del segle iv aC, quan es va iniciar l'hel·lenisme, la influència romana ja començava a predominar en la regió i la cultura etrusca es trobava en declivi. Tanmateix, en aquest període es va crear un nou tipus d'escultura, el sarcòfag amb imatges que representava retrats dels difunts. Una altra contribució etrusca a l'escultura hel·lenística és la tipologia de mare asseguda amb el fill en la falda: l'exemple més conegut n'és la Mater Matuta del Museu Arqueològic Nacional de Florència. Típica de la tradició etrusca és la preferència per l'ús de la terracota en la producció d'exvots, sofisticades peces de caràcter decoratiu, gerros -alguns en forma de cap humà- i en la decoració arquitectònica, amb exemplars d'alta qualitat en diversos temples de Luni, Tarquínia i altres llocs que presenten rastres de la influència de l'hel·lenisme oriental. Finalment, els etruscs també van destacar com a experts artistes en bronze, amb la creació d'una col·lecció de retrats dempeus i busts, que en el seu naturalisme s'aproximen a l'estil de l'escultura romana en aquests gèneres.

### Alexandria

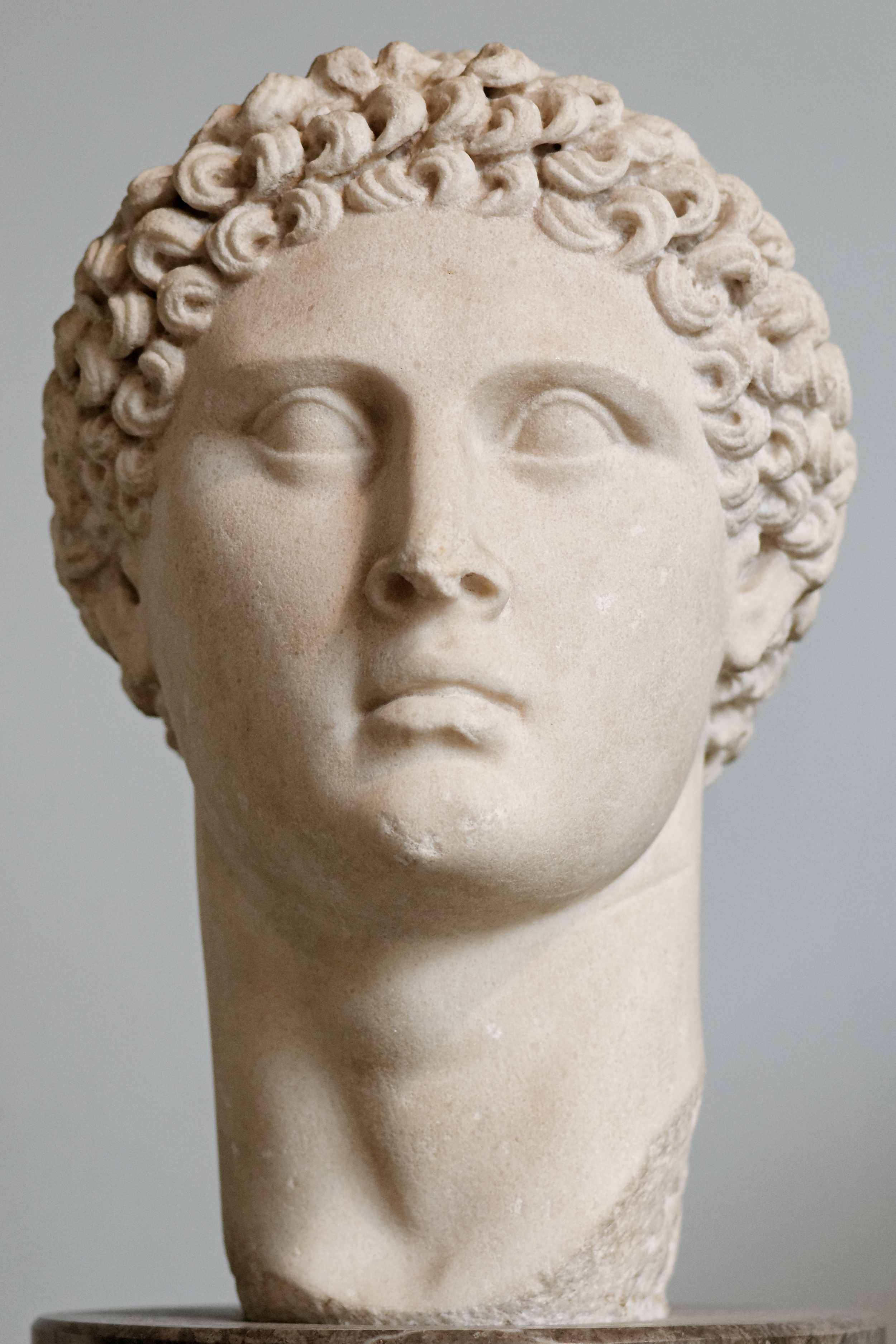
Retrat atribuït a Ptolemeu Apió, obra hel·lenística del segle I aC

Després de la fundació d'Alexandria, la ciutat aviat es va convertir en un important centre de cultura hel·lenística. Allà es va construir la famosa biblioteca, que incloïa, annex, un dels primers museus del món, i al seu entorn va florir un important grup de filòsofs, escriptors i científics, que van fer una contribució molt rellevant a la cultura hel·lenística en el seu conjunt. En el terreny de l'escultura, en mancar marbre, es van realitzar la majoria en pedres calcàries o en pedres més dures emprades des de sempre pels egipcis com el basalt o el granit. Egipte tenia una llarga i brillant tradició escultòrica, i els faraons macedonis, en trobar una cultura ben establerta, van desenvolupar una pràctica artística dual. Per a l'elit grega, que en la seva majoria vivia a Alexandria i es relacionava poc amb la realitat de la resta del país, es va produir un art hel·lenístic, i per al poble autòcton, un art que va seguir les antigues tradicions faraòniques. Poc de bescanvi es va efectuar entre aquests. També en el camp de la retratística oficial, la duplicitat es va mantenir, encara que en rares ocasions s'observa una barreja significativa d'aquests dos estils, tant per contrast, amb alteracions en les característiques tradicionals dels pentinats com del vestuari i l'aspecte dels símbols del poder, mostrant una adaptació selectiva de l'estil hel·lenístic. El resultat d'una sèrie de retrats dels Ptolemeus realitzats a finals del segle iv aC va ser la perfecta execució de la tradicional figura dels faraons. Un grup escultòric que va ressaltar entre d'altres va ser la representació al·legòrica del riu Nil envoltat per setze infants, que corresponen als colzes que havia de tenir el riu en el transcurs de la seva inundació per a aconseguir una bona collita, i es troba exposat als Museus Vaticans.

### Pèrgam

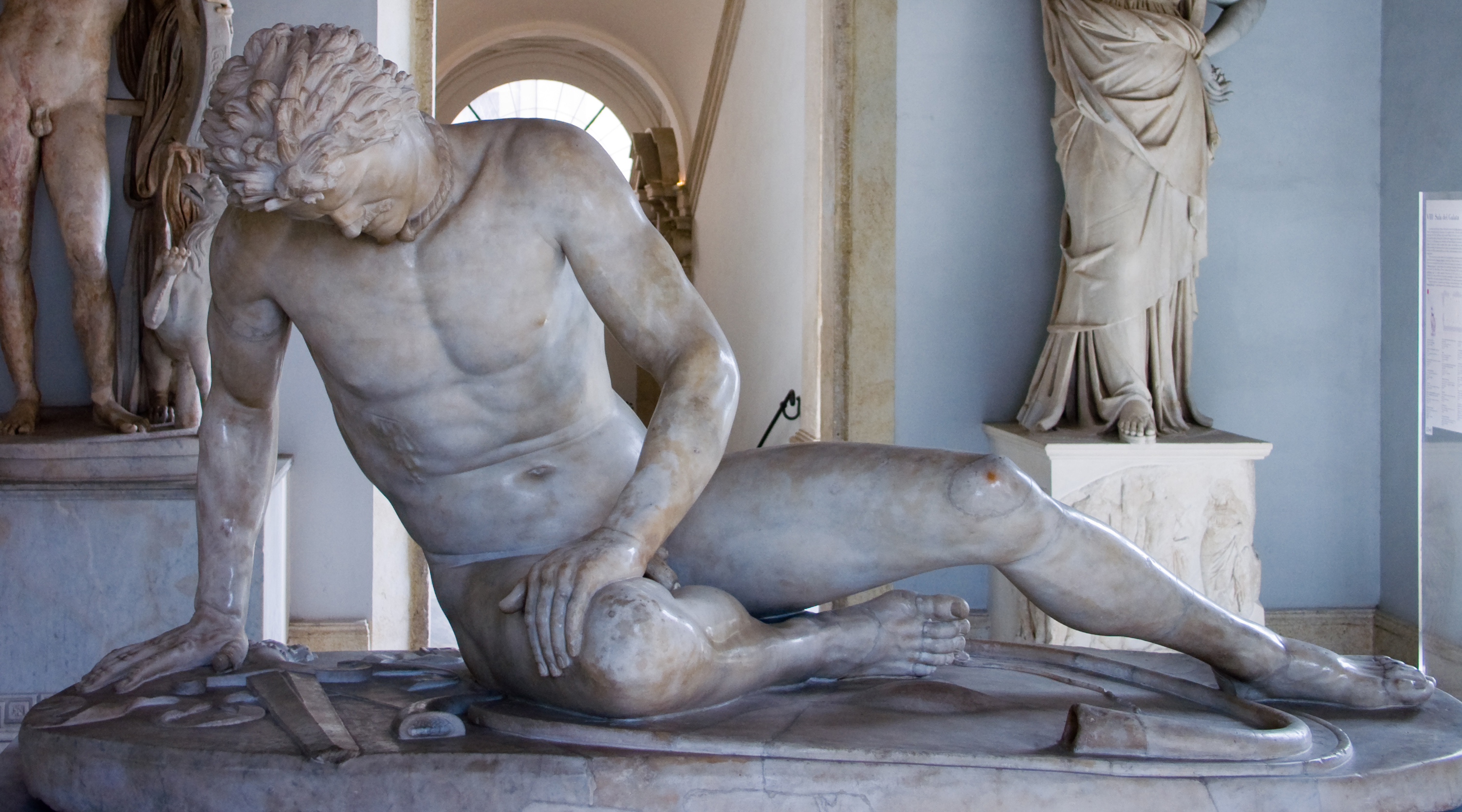
Gal moribund una escultura de tipologia hel·lenística més coneguda, desenvolupada en Pèrgam.

Pèrgam, entre el segle iii aC i el segle ii aC, emergeix com un dels centres més actius de producció de l'escultura, d'acord amb el generós mecenatge dels seus reis. Àtal I —després de les seves victòries sobre els gals— va manar construir uns grups commemoratius en bronze: un va ser on es va desenvolupar una tipologia de guerrers ferits, entre els quals destaquen pel seu patetisme les escultures del Gal moribund dels Museus Capitolins i el Gal Ludovisi o Gal suïcidant-se amb la seva esposa del Museu Nacional Romà, tots dos entre el 240-200 aC, mentre que l'altre grup es va realitzar amb les famoses amazones lluitant amb guerrers grecs, entre altres representacions. A aquesta escola de Pèrgam, s'atribueix també el grup del sàtir Marsias a punt de ser escorxat penjat d'un arbre. Seguint amb el seu estil clàssic, també són destacables les escultures del Faune del cabrit del Museu del Prado i l'Atena de Pèrgam del Museu de Berlín, còpia de l'Atena Pàrtenos de Fídies i el Faune Barberini que representa un faune en un profund son producte de l'embriaguesa. Va ser restaurada per Bernini al segle xvii i es troba actualment a la Gliptoteca de Múnic.

### Orient Mitjà

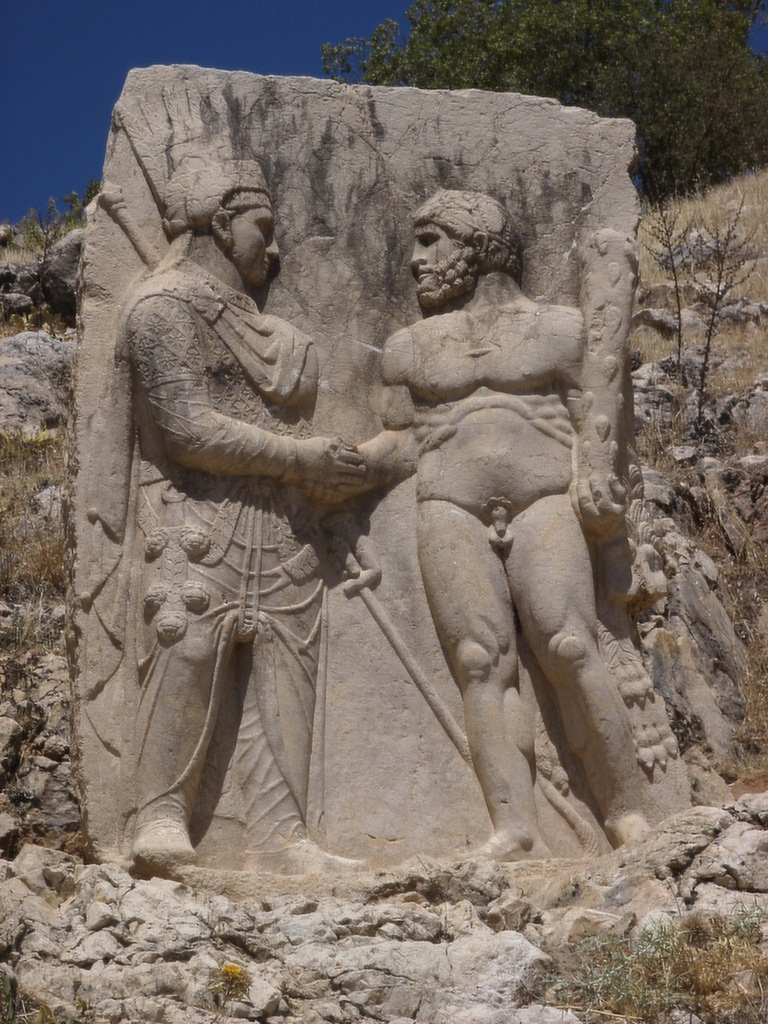
Mitridates I i Hèrcules, dinastia arsàcida

Després de la partició de l'imperi alexandrí, es va formar a l'Orient Mitjà i al Pròxim Orient l'imperi hel·lenístic dels selèucides, amb diverses ciutats noves fundades per Alexandre i els seus successors. La dissolució gradual de les antigues institucions perses en moltes altres ciutats antigues va dur cap a un model administratiu similar a la polis grega. En poques dècades, l'elit persa es va hel·lenitzar i, tot aspirant a una posició social destacada, necessitava conèixer la llengua grega i ser versat en la cultura hel·lènica. Però l'impacte de l'hel·lenització, que va assolir diverses formes culturals, no va prevaldre entre la massa del poble i el seu lloc en la història local va ser fugaç. A mitjan segle iii aC l'Imperi Selèucida es va fragmentar, donant lloc a la dinastia arsàcida, que aviat va començar a expandir-se.

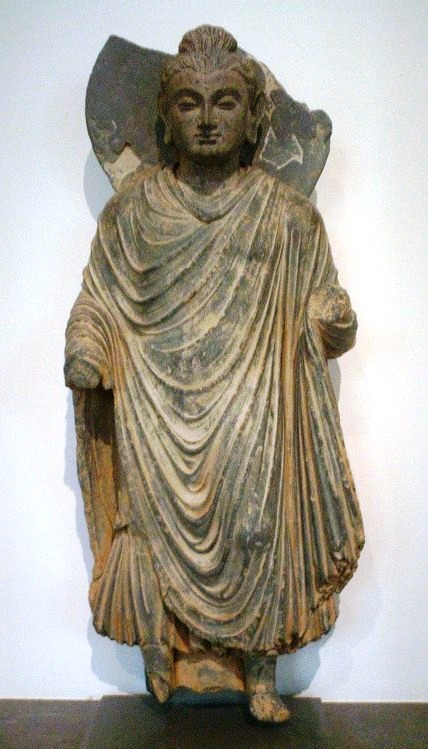
Buda de l'escola de Gandhara, segle I

 En el transcurs d'aquest període, es va iniciar un procés de reversió de les antigues tradicions, l'efecte del qual es va estendre més enllà de les fronteres i va determinar una reacció antihel·lenística també a l'Índia, Síria, Aràbia, Anatòlia i altres regions, amb la consegüent disminució de l'interès local per l'escultura. Durant el temps que hi va haver presència grecomacedònia, es va produir un important bescanvi d'influències amb la cultura autòctona, fins i tot Plató va absorbir elements de la religió del zoroastrisme en la seva filosofia. En l'escultura, sobreviuen diversos exemples locals d'alta qualitat de l'època selèucida, sobretot en imatges de bronze de déus, figures reials i estàtues diverses, i de la fase arsàcida existeixen relleus gravats en pedres, de gran interès i clar estil híbrid.

### Índia
L'art hel·lenístic va ser capaç d'influir en la cultura de països llunyans com l'Índia i l'Afganistan, que en el moment de les conquestes d'Alexandre ja tenien una antiga tradició artística. Es van fundar colònies hel·lenístiques al Regne grec de Bactriana i Panjab, que van donar lloc a l'anomenada escola de Gandhara, l'art de la qual -mercè als influxos grecs- és conegut com a art grecobudista. Els grecs van ser els responsables de la inauguració d'una nova tipologia d'escultura, de gran importància per a la religió budista, també de la mateixa imatge de Buda, quan la seva representació era considerada fins aleshores un tabú. Es van conservar en gran part els cànons artístics hindús, però en altres gèneres menys carregats de simbolisme, les empremtes occidentals en l'estatuària són més evidents. L'escola es va mantenir fins al segle v.

## Escultura arquitectònica

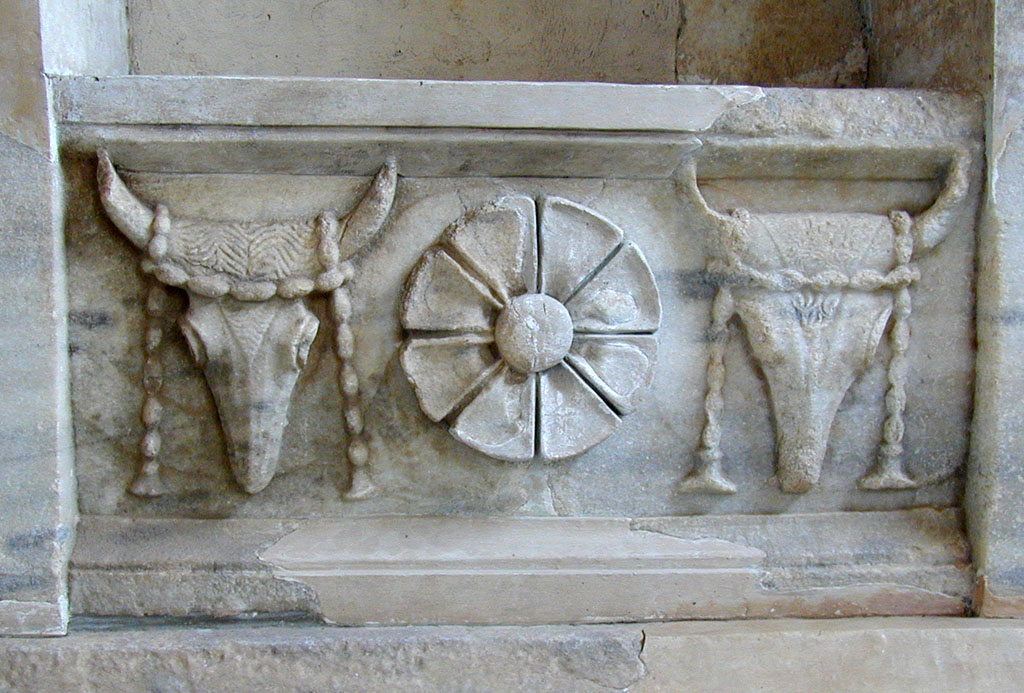
Fris amb relleus de bucranis i rosetes que prové de la rotonda d'Arsinoe (c. 280 aC) del santuari dels Grans Déus del complex de Samotràcia

Els temples i edificis públics del període hel·lenístic en general no van continuar la pràctica de decoració abundant en les seves façanes com en les fases anteriors, amb grans grups escultòrics als frontons, mètopes, acroteris i frisos en relleus. El treball es va concentrar més en el manteniment i restauració d'edificis antics que en la construcció d'altres de nous. Hi ha edificis decorats hel·lenístics, però la majoria són de poc interès, tant per la baixa qualitat intrínseca de l'escultura com per la seva petita quantitat, o el seu estat actual està tan ruïnós que n'impedeix una avaluació precisa del valor. Es troben algunes excepcions molt valuoses a aquesta regla. Datat de principis del període hel·lenístic és el temple d'Àrtemis a Epidaure. Contenia diverses representacions de Niké com a acroteri alat, quatre d'aquestes encara persisteixen sense les ales. El seu estil mostra una excel·lent talla en les vestidures de les figures, que aconsegueix efectes de transparència en els moviments. Del mateix temps, i fins i tot més ric, és el temple d'Atena a Ilion, l'antiga Troia. La data del temple ha estat estimada a prop de 300 aC, però la data de la seva decoració escultòrica és més problemàtica. Tenia seixanta-quatre mètopes, encara que no se sap totes les que estaven esculpides. De les que es conserven, la més important i pràcticament intacta, mostra Hèlios i el seu carruatge. D'altres són fragments i presenten escenes de batalles i, possiblement, un dels conjunts tracta de la gigantomàquia. El seu estil eclèctic suggereix influències estrangeres.

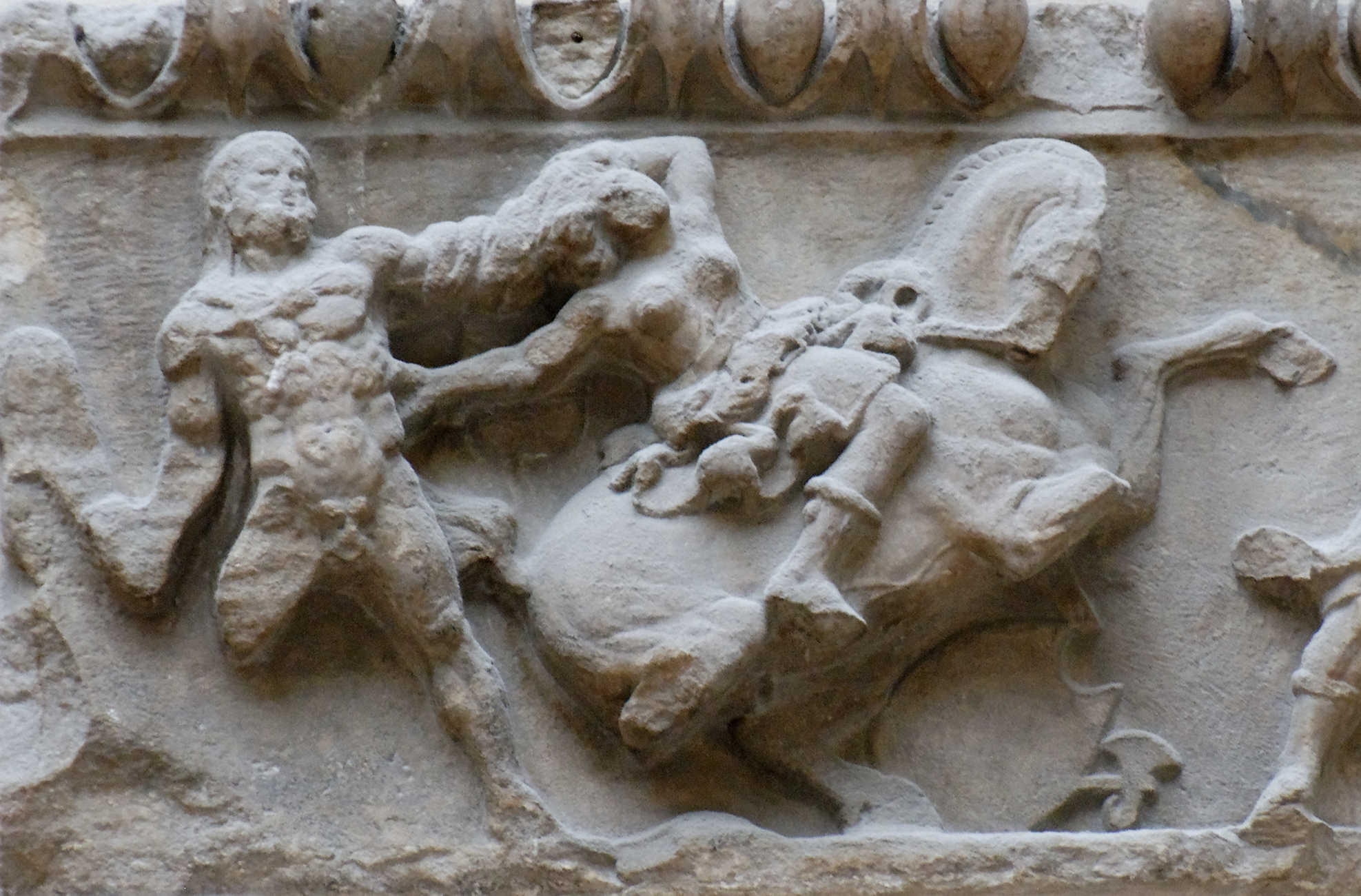
Fris d'Hèracles combatent contra les amazones al temple d'Àrtemis Leucopriene de Magnèsia (segle II aC)

De prop del 300 aC és la decoració de la casa dels Toros a Delos, un inusual edifici llarg i estret, amb columnates i profusa ornamentació escultòrica, dividida entre les mètopes, el fris continu i els acroteris a l'exterior, que malauradament estan molt erosionats. A l'interior, es presenta un altre gran fris amb escenes marines i capitells zoomorfs. Al mateix lloc, es van trobar escultures que decoraven altres edificis, com el teatre, una estoa d'Antígon II Gònates, el monument a Mitridates VI Eupator i la casa del Trident amb una decoració en relleus d'estuc. De datació insegura, però és possible que sigui un altre exemple d'aquesta mateixa fase, és el Hieron del santuari dels Grans Déus de Samotràcia, amb diversos relleus de centaures al pronaos i al pòrtic, i diverses estàtues al frontó nord, juntament amb Nikes acroteris, aquests de data posterior, possiblement de mitjan segle ii aC.
Un monument important de la primera meitat del segle ii aC és el gran temple d'Àrtemis Leucopriene a Magnèsia. Entre les seves decoracions es troba un fris amb animals i un altre fris que mostrava una amazonomàquia amb 340 figures gravades. Es troben en l'actualitat repartits entre els museus d'Istanbul i del Louvre. La seva qualitat tècnica és més aviat tosca, però el seu interès radica en la diversitat de solucions plàstiques que eviten qualsevol monotonia. A la mateixa ciutat, es troba un altar dedicat a Àrtemis amb decoració significativa, amb molts fragments on s'observen figures humanes i animals. Existia un fris sencer amb caps de bous, que es va perdre durant la Segona Guerra Mundial. D'una data una mica més tardana està l'altar de Dionís a Cos, on es creu que van intervenir els fills de Praxíteles anomenats Cefisòdot i Timarc, i on sobreviu la major part d'un gran fris que mostra una processó dionisíaca i escenes de batalla.

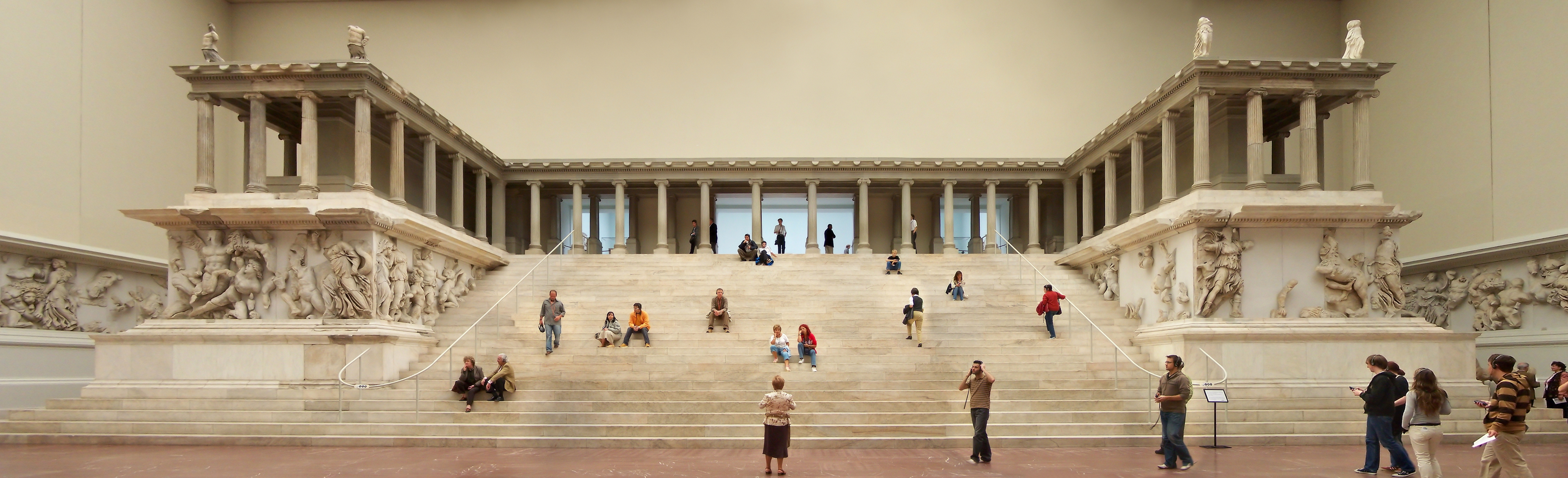
Reconstrucció de l'altar de Pèrgam al Museu de Pèrgam, Berlín

En el transcurs del regnat d'Èumenes II va ser construït el gran altar de Pèrgam dedicat a Zeus i Atena, entre els anys 180 i 160 aC, decorat amb frisos i escultures de gran expressivitat. L'altar té la decoració més rica de tots els monuments del període i és l'assoliment més important de la tendència barroca hel·lenística, l'autoria de la qual com a escultor possible principal és atribuïda a Epígon. Representa una gigantomàquia i la història de Tèlef, el llegendari fundador de la ciutat. En termes temàtics, el fris de la gigantomàquia exposa la gran derrota dels gegants, que en aquest cas representaven els gals, pels déus. Tècnicament es van introduir diverses innovacions, minimitzant-se la importància dels fons, que es van deixar plans i llisos; les figures són més grans que la mida natural i presenten una meticulositat extrema en la descripció dels detalls; s'hi representen deïtats menors, juntament amb els déus olímpics, i els límits del fris es van extrapolar per col·locar personatges separats del marc que es mantenen sobre els graons de l'entrada, subvertint les convencions tradicionals que regien les relacions entre arquitectura i estatuària. D'altra banda, el fris intern dedicat a l'heroi Tèlef va rescatar la importància del fons i va agregar detalls inèdits d'escenes paisatgistes elaborades amb animals, plantes i arquitectures. Aquesta obra es troba reconstruïda al Museu de Pèrgam de Berlín.

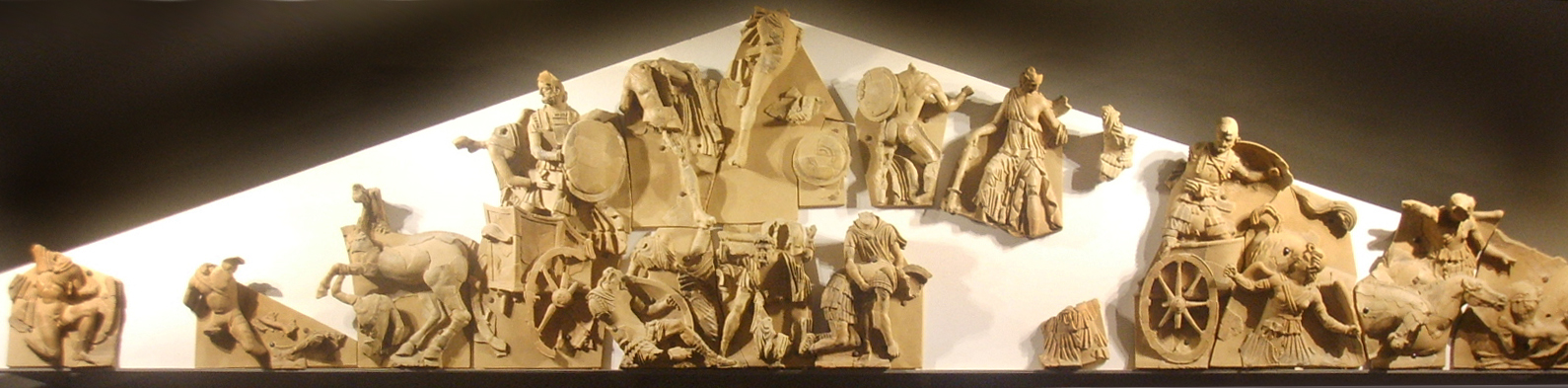
Frontó de Talamone, terracota

La decoració arquitectònica etrusca va ser una de les línies més típiques del seu art pel seu caràcter únic en el panorama hel·lenístic. Aquesta tradició va néixer ja en el període arcaic i va continuar al llarg de la seva història. A diferència d'altres cultures hel·lenistes, que privilegiaven l'ús de la pedra, els etruscs van preferir com a material la terracota; la van aplicar per a la decoració de tota la sèrie d'elements arquitecturals: frontons, mètopes, acroteris, antefixes, capitells, frisos i plaques de revestiment. Les composicions es caracteritzaven per una relativa independència formal de l'estructura que les implicava, i mostraven motius que mesclaven l'imaginari grec amb el local. Un punt on estaven d'acord amb la pràctica de tot el món hel·lenístic va ser el fet que tota l'escultura era vivament policromada. Entre els més rics exemples d'aquesta aplicació es troba el frontó triangular d'un temple a Talamone, a la Toscana, del segle ii aC; segons la reconstrucció, mostra diverses escenes de la història mítica de la guerra dels Set contra Tebes.

## Figuretes de terracota

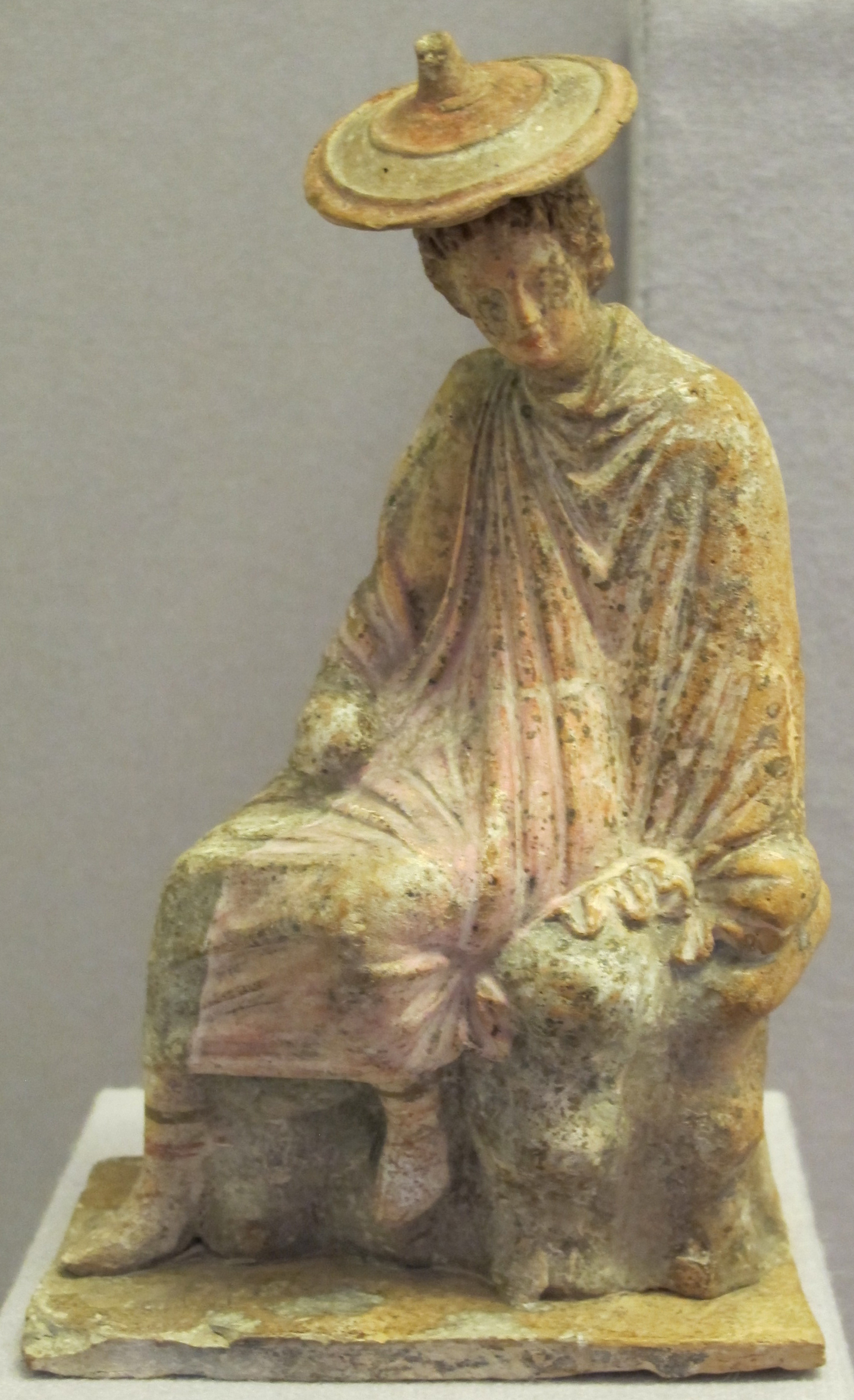
Terracota de Tanagra policromada, que representa un jove assegut sobre una roca

Les figuretes de terracota formaven part del quotidià des dels períodes prehistòrics, però en l'hel·lenisme es va iniciar una tradició diferent, de figures creades en sèrie a partir de motlles que es treballaven en estil naturalista i amb una varietat de temes que servien per a diversos propòsits —decoració, exvots, ofrena fúnebre—, una pràctica de baix cost que es va estendre ràpidament per tot el món hel·lènic. Tanagra, juntament amb altres ciutats de Beòcia, va ser coneguda a partir de finals del segle iv aC per la vasta producció de figures policromades que representaven, en la seva majoria, dones joves vestides amb robes sofisticades, amb miralls, ventalls, barrets amb ales i altres símbols de moda. Es va crear un nou repertori formal en l'antiga tradició de l'estatuària en ceràmica, que es creu inspirada en la nova comèdia de Menandre. Aquestes imatges són especialment atractives per la gran varietat de gestos i actituds, però encara que Tanagra ha estat reconeguda en aquest tipus de producció i va prestar el seu nom a tot aquest gènere de figures —anomenat tanagrí— hi ha proves que l'estil típic va començar a desenvolupar-se a Atenes, i que s'estengué des d'allà cap a altres centres, que queden fora del model de Tanagra. No sempre es va usar el motlle, i amb una més gran varietat de tipus, inclosos esclaus, ballarins, homes i dones, ancians, cavallers, nens, deïtats, personatges teatrals, ninots, animals, atuells en miniatura i plaques en relleu. El seu nivell de qualitat va ser molt desigual.

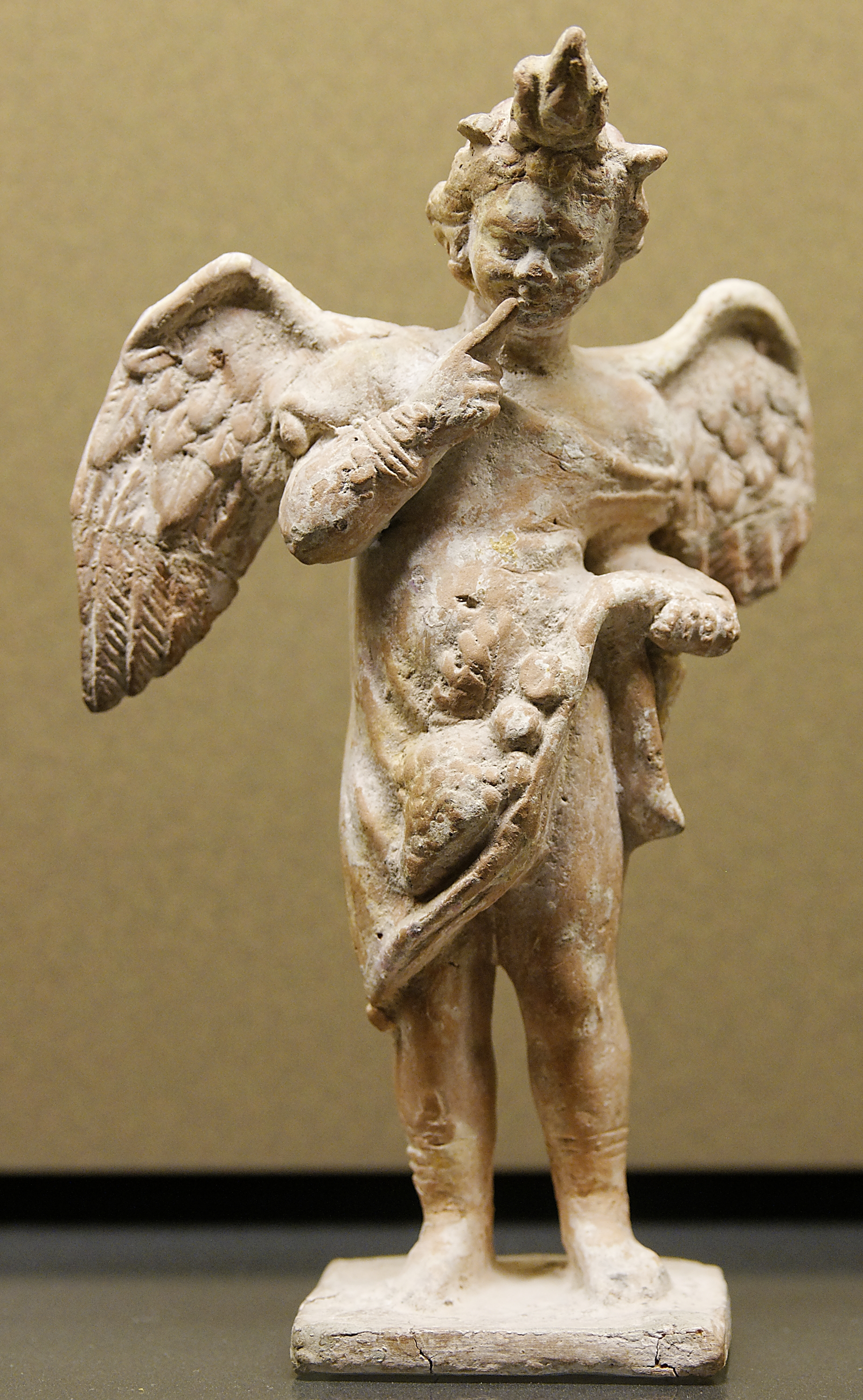
Figureta d'Eros del taller de Mirina a Mísia Major

Cap al final del segle iii aC van aparèixer el tipus de figures assegudes i el dels mestres i filòsofs, que presentaven característiques serioses i contemplatives, amb un tractament simplificat i l'acabat més rude, encara que expressiu. També els colors es van diversificar, amb tons més clars, i eren relativament pocs els models connectats a contexts sagrats, mostrant essencialment un ús profà de les figures. També es van desenvolupar altres escoles de terracota, com els tallers de Mirina a Mísia Major a l'Àsia Menor a partir de la segona meitat del segle iii aC, on en unes excavacions realitzades entre els anys 1880 i 1882 es van trobar centenars de figuretes i altres tantes a Esmirna datades a partir del segle ii aC. De les diverses deïtats trobades, solament Eros va continuar sent un tipus molt comú; els altres déus, que ocasionalment s'identifiquen, mostren unes faccions més humanitzades, per la qual cosa es creu que el seu propòsit va ser sols decoratiu. La producció en sèrie en aquesta època guanya en varietat per l'addició de detalls individualitzats, després de la retirada de la peça del motlle mentre era encara humida i abans de la seva cocció, amb què s'aconseguia que no hi hagués dues peces idèntiques.
Dificulta l'estudi de la terracota del segle ii aC la relativa escassetat de figures, el seu estat no íntegre i la presència en molts llocs de figures d'estil retrospectiu i amb freqüència una barreja d'objectes de diferents èpoques en els mateixos estrats arqueològics, causat potser per abandonaments en massa, que complica més encara el treball de datació. L'evolució es troba amb una disminució del nombre de figures nues i una gran profusió d'imatges alades i amb detalls individualitzats sobre les peces creades en sèrie, amb aparença, en molts casos, de peces modelades a mà. Les formes d'aquestes figures i el seu vestuari tendeixen a perdre l'organització en forma d'espiral i donen lloc a composicions més estàtiques, en un moment en què la sofisticada i fluida tradició de les de Tanagra estava desapareixent. En la transició cap al segle i aC, els models antics havien perdut la seva vitalitat i la producció es va convertir en estàndard, va adquirir possiblement un caràcter de record turístic, ja que en aquest moment Grècia no era més que una província romana; i a causa dels saquejos romans de les grans ciutats, el material és escàs i es troba freqüentment molt danyat. Pel que fa a les altres regions, el gust romà es converteix en predominant a mesura que l'imperi s'expandeix; apareixen influències dels bàrbars i la producció de terracotes hel·lenística arriba al seu terme a la fi del segle I aC.

## Sarcòfags i urnes cineràries

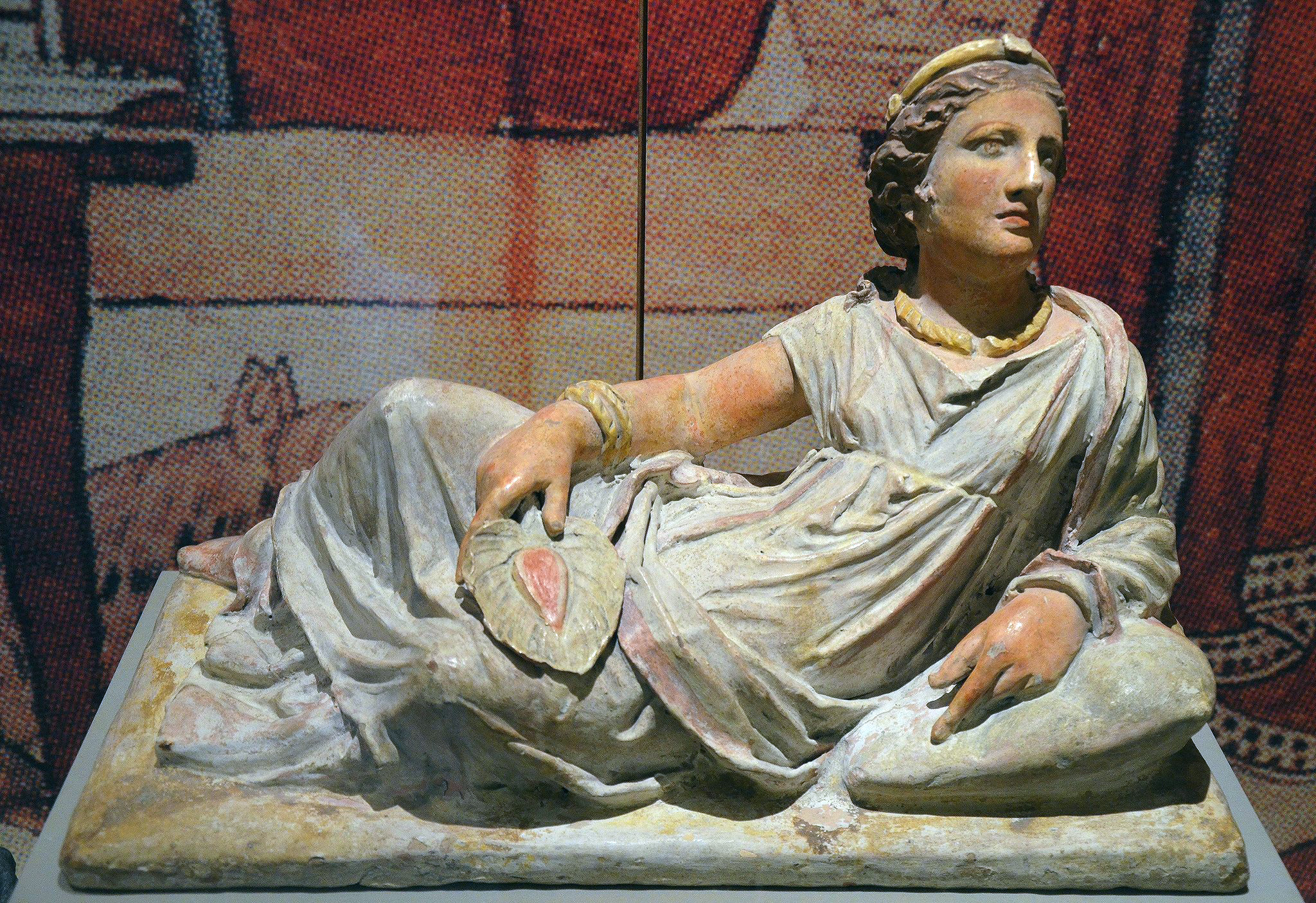
Sarcòfag etrusc de terracota policromada, c. 150 aC

Entre els grecs, el costum de la sepultura en sarcòfags era estrany en les èpoques anteriors al període hel·lenístic. Els morts eren incinerats o enterrats en receptacles discrets. Tanmateix, des de finals del segle iv aC, amb la gran penetració d'influències de l'Orient, on aquest ús ja era generalitzat, juntament amb l'exemple etrusc, es van multiplicar els taüts per a tot el cos i les urnes per a la recepció de les cendres de la cremació. Aquestes urnes, en pedra i terracota, sovint amb treballs sumptuosos en relleu i de grans dimensions, amb elements arquitectònics com columnes i la tapa en forma de teulada amb acroteris, repetien el model d'un temple, cosa que els donava un caràcter de monument autònom. En aquests casos, es podien instal·lar les tombes en llocs interiors o a l'exterior a les necròpolis. Aquestes formes d'art van ser molt importants en l'univers religiós hel·lenístic i van continuar més tard en el món romà, seguides pel cristianisme, amb l'adquisició d'un gran prestigi. Quan es va ampliar aquesta tipologia, també va començar a reflectir-se, en la iconografia escollida per a la decoració, els canvis en les concepcions gregues sobre la vida d'ultratomba, com en el model dels nens retratats com a herois victoriosos, per simbolitzar la puresa i la immortalitat.
La tradició fúnebre dels etruscs va ser important en la popularització dels sarcòfags i les urnes cineràries durant l'època hel·lenística. Van desenvolupar una pràctica d'art funerari que va arribar, en alguns casos, a un gran refinament, encara que la majoria de les peces són més o menys estàndards i presenten una qualitat mitjana. El model tipus consta d'una caixa decorada amb diversos graus de complexitat, tancada per una tapa on es representen retrats de cos sencer dels morts, sols o en parella, recolzats com si estiguessin asseguts per a un banquet, o com si es trobessin adormits. Les urnes cineràries adoptaven el mateix esquema, però en dimensions més petites. Importants troballes arqueològiques es van realitzar a Arezzo, Perusa, Cortona, Volterra, Chiusi i Cerveteri, entre altres ciutats.
| - L'anomenat sarcòfag d'Alexandre, segons alguns autors destinat per al rei Abdalònim de Sidó - Detall de l'escena de la Batalla d'Issos en un costat del sarcòfag - Escena de la Batalla d'Issos reconstruïda amb la seva possible policromia |

De l'Orient va venir una marcada tendència naturalista en escenes figuratives i el gust per una decoració abstracta o que emprava profusament motius vegetals i zoomorfs, alguns ben típics com ara la fulla de palmera, l'elefant o la caça del lleó. Al Líban, al cementiri reial de Sidó, es van trobar diversos exemplars de gran valor, entre aquests el famós sarcòfag d'Alexandre, anomenat així per haver-hi en els seus relleus escenes de la vida del conqueridor, amb la intenció de rebre el cos d'un potentat local. Aquesta obra és d'especial interès, ja que es troba en excel·lents condicions i encara amb molts vestigis de la seva policromia original, i va permetre fer-ne una còpia moderna amb la reconstrucció dels colors primitius que va ser presentada durant l'exposició Bunte Götter, un esdeveniment internacional dedicat enterament a divulgar el tema del tractament pictòric de l'escultura antiga, tan poc conegut pel públic en general, però que era una pràctica generalitzada. A l'Egipte ptolemaic es va desenvolupar un estil propi, en què el més gran interès escultòric estava en la figura estilitzada del mort, estès sobre la coberta del sarcòfag amb l'adaptació de la tradició faraònica per a les classes socials inferiors.

## Anàlisis
Encara que fa quasi dos-cents anys des que l'hel·lenisme va ser identificat en el seu sentit modern i el terme ha rebut una àmplia difusió amb quasi un centenar d'anys des que es van iniciar les anàlisis del seu art en línies més científiques, es pot dir que fins ara solament s'han posat les bases per a la comprensió d'aquest tema, bases que continuen sent extremament precàries. En les últimes dècades la recerca s'ha intensificat, amb nova i important informació; moltes vegades la seva interpretació sorgeix entre polèmiques i disputes, abatent l'un darrere l'altre els conceptes establerts, amb què s'eleva la forta oposició d'alguns sectors de la crítica que llancen més confusió en el seu estudi. D'acord amb François Chamoux, està lluny de definir-se també el seu punt de partida.

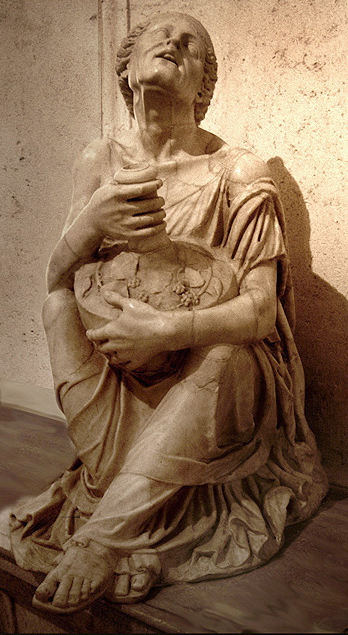
L'anciana èbria conservada a la Gliptoteca de Múnic, mostra del realisme expressiu que es va donar en moltes de les obres d'aquesta època

La comprensió i justa apreciació de l'escultura hel·lenística es veu obstaculitzada per diversos factors. La datació i atribució de l'autoria de les obres estan plenes de dubtes i contradiccions: el seu origen, funció i identificació temàtica acostumen a ser sols hipotètics, gran part dels originals han desaparegut i solament es coneixen per còpies romanes la fidelitat de les quals amb l'original sempre és una incertesa; les principals fonts literàries són pobres i contradictòries; els noms coneguts dels escultors són pocs, no hi ha grans mestres d'escola amb notable estilística que permetin establir paràmetres definits per a la cronologia de l'estil i localització geogràfica de les seves rutes i derivacions; la distinció entre original i còpia pot ser problemàtica i quasi tot el segle iii aC sorprèn per les poques restes que s'han trobat. A més, tot el progrés recent en la crítica havia (i encara ha) d'afrontar un fort biaix històric en contra de l'escultura hel·lenística, que hi veu tan sols una degeneració del "mal gust" del classicisme grec, una visió que només fa unes dècades es va començar a dissoldre per donar lloc a una visió més positiva i comprensiva dels seus mèrits intrínsecs. Tot i això, alguns encara consideren que, amb les seves raons, el virtuosisme tècnic pot haver substituït el contingut, que la llibertat estètica i la privatització del gust van donar lloc a una caiguda de la qualitat general i que les obres sovint sofreixen trivialitats i excessos amb tendència al sentimentalisme, que fàcilment cauen en el melodrama i que donen èmfasi al costat patològic de la realitat. L'art hel·lenístic, se'l pot classificar també d'un art "turmentador", ric en moviment, que presenta clarament els sentiments de violència, passió, dolor, que es poden apreciar als relleus dels grans altars, però també temes que van des de la vellesa decrèpita fins a la infantesa en escultures de ple volum com L'anciana èbria o el Nen de l'oca: en ambdues s'observa clarament la composició piramidal que obliga l'espectador a girar al voltant de l'escultura per a poder apreciar-les completament.
Però pel que sembla, amb els anys, l'escultura hel·lenística, juntament amb altres expressions culturals de l'època, s'encamina a una completa rehabilitació. Ja el 1896, Frank Bigelow Tarbell va escriure que el públic en general va demostrar sentir-se més còmode amb la immediatesa, espontaneïtat, varietat i l'atractiu emocional popular de l'estil hel·lenístic que amb les creacions "més greus i sublims de l'era de Fídies" (encara que deixa clar que entre la crítica especialitzada les coses són d'una altra manera). Arnold Hauser va dir el 1951 que l'art hel·lenístic, pel seu hibridisme internacionalista, tenia una relació directa amb la modernitat, i Brunilde Ridgway, el 2000, va declarar que l'acceptació general es confirma, quan les exposicions d'art hel·lenístic han atret "hordes de visitants". Cada vegada està més clar que el període no pot ser considerat una mera transició confusa i infeliç entre les civilitzacions clàssica grega i la imperial romana, analitzat per simplificacions i comparacions amb altres períodes; que mereix una especial atenció i que els seus artistes han demostrat la seva importància amb la preservació d'una tradició venerable mentre obrien innovacions, la vida de l'individu comú i el futur. Van afermar la seva erudició en la gestió d'un gran repertori creatiu formal heretat dels seus predecessors i la seva capacitat per a desenvolupar noves tècniques i models narratius de producció —en el seu millor moment— d'obres d'extraordinari refinament i poderós efecte plàstic. S'haurien de deixar de banda les idees preconcebudes tenint en compte la importància del llegat hel·lenístic en l'immens impacte que van causar les seves obres quan van ser redescobertes en el Renaixement, com va ser el cas del Laocoont, que va influir en l'obra de Miquel Àngel i de les generacions posteriors, i l'enorme popularitat de peces com la Victòria alada de Samotràcia i en particular la Venus de Milo, que va aconseguir convertir-se en una icona de la cultura popular, un fet que poques creacions cultes, antigues o modernes, poden aconseguir.